# Lista meczów reprezentacji Islandii w piłce nożnej mężczyzn
Oficjalne mecze reprezentacji Islandii w piłce nożnej.
Pierwszym meczem reprezentacji Islandii było wygrane 1-0 spotkanie z Wyspami Owczymi, 29 lipca 1930, jednak Wyspy Owcze nie były wtedy pełnoprawnym członkiem FIFA, w związku z czym nie jest ono uznawane za pierwszy oficjalny mecz.

## Mecze oficjalne

### Lata 1946–1955
| L.p. | Data       | Miejsce   | Gospodarz | Wynik | Gość              | Bramki dla Islandii | Rozgrywki  |
| ---- | ---------- | --------- | --------- | ----- | ----------------- | ------------------- | ---------- |
| 1.   | 17.07.1946 | Reykjavík | Islandia  | 0-3   | Dania             |                     | Towarzyski |
| 2.   | 24.07.1947 | Reykjavík | Islandia  | 2-4   | Norwegia          | ?                   | Towarzyski |
| 3.   | 02.07.1948 | Reykjavík | Islandia  | 2-0   | Finlandia         | ?                   | Towarzyski |
| 4.   | 07.08.1949 | Aarhus    | Dania     | 5-1   | Islandia          | ?                   | Towarzyski |
| 5.   | 29.06.1951 | Reykjavík | Islandia  | 4-3   | Szwecja           | ?                   | Towarzyski |
| 6.   | 26.07.1951 | Trondheim | Norwegia  | 3-1   | Islandia          | ?                   | Towarzyski |
| 7.   | 29.06.1953 | Reykjavík | Islandia  | 3-4   | Austria           | ?                   | Towarzyski |
| 8.   | 09.08.1953 | Kopenhaga | Dania     | 4-0   | Islandia          |                     | Towarzyski |
| 9.   | 13.08.1953 | Bergen    | Norwegia  | 3-1   | Islandia          | ?                   | Towarzyski |
| 10.  | 04.07.1954 | Reykjavík | Islandia  | 1-0   | Norwegia          | ?                   | Towarzyski |
| 11.  | 24.08.1954 | Kalmar    | Szwecja   | 3-2   | Islandia          | ?                   | Towarzyski |
| 12.  | 03.07.1955 | Reykjavík | Islandia  | 0-4   | Dania             |                     | Towarzyski |
| 13.  | 25.08.1955 | Reykjavík | Islandia  | 3-2   | Stany Zjednoczone | ?                   | Towarzyski |

### Lata 1956-1965
| L.p. | Data       | Miejsce   | Gospodarz | Wynik | Gość      | Bramki dla Islandii                   | Rozgrywki      |
| ---- | ---------- | --------- | --------- | ----- | --------- | ------------------------------------- | -------------- |
| 14.  | 29.06.1956 | Helsinki  | Finlandia | 2-1   | Islandia  | ?                                     | Towarzyski     |
| 15.  | 07.08.1956 | Reykjavík | Islandia  | 2-3   | Anglia    | ?                                     | Towarzyski     |
| 16.  | 02.06.1957 | Nantes    | Francja   | 8-0   | Islandia  |                                       | El. MŚ 1958    |
| 17.  | 05.06.1957 | Bruksela  | Belgia    | 8-3   | Islandia  | Þórður Þórðarson 2, Ríkharður Jónsson | El. MŚ 1958    |
| 18.  | 08.07.1957 | Reykjavík | Islandia  | 0-3   | Norwegia  |                                       | Towarzyski     |
| 19.  | 10.07.1957 | Reykjavík | Islandia  | 2-6   | Dania     | ?                                     | Towarzyski     |
| 20.  | 01.09.1957 | Reykjavík | Islandia  | 1-5   | Francja   | Þórður Jónsson                        | El. MŚ 1958    |
| 21.  | 04.09.1957 | Reykjavík | Islandia  | 2-5   | Belgia    | Ríkharður Jónsson, Þórður Þórðarson   | El. MŚ 1958    |
| 22.  | 11.08.1958 | Reykjavík | Islandia  | 2-3   | Irlandia  | ?                                     | Towarzyski     |
| 23.  | 26.06.1959 | Reykjavík | Islandia  | 2-4   | Dania     | ?                                     | El. do IO 1960 |
| 24.  | 07.07.1959 | Reykjavík | Islandia  | 1-0   | Norwegia  | ?                                     | El. do IO 1960 |
| 25.  | 18.08.1959 | Kopenhaga | Dania     | 1-1   | Islandia  | ?                                     | El. do IO 1960 |
| 26.  | 21.08.1959 | Oslo      | Norwegia  | 2-1   | Islandia  | ?                                     | El. do IO 1960 |
| 27.  | 09.06.1960 | Oslo      | Norwegia  | 4-0   | Islandia  |                                       | Towarzyski     |
| 28.  | 03.08.1960 | Reykjavík | Islandia  | 0-5   | RFN       |                                       | Towarzyski     |
| 29.  | 11.09.1960 | Dublin    | Irlandia  | 2-1   | Islandia  | ?                                     | Towarzyski     |
| 30.  | 19.06.1961 | Reykjavík | Islandia  | 4-3   | Holandia  | ?                                     | Towarzyski     |
| 31.  | 16.09.1961 | Londyn    | Anglia    | 1-0   | Islandia  |                                       | Towarzyski     |
| 32.  | 09.07.1962 | Reykjavík | Islandia  | 1-3   | Norwegia  | ?                                     | Towarzyski     |
| 33.  | 12.08.1962 | Dublin    | Irlandia  | 4-2   | Islandia  | Ríkharður Jónsson 2                   | El. Euro 1964  |
| 34.  | 02.09.1962 | Reykjavík | Islandia  | 1-1   | Irlandia  | Gardar Arnason                        | El. Euro 1964  |
| 35.  | 07.09.1963 | Reykjavík | Islandia  | 0-6   | Anglia    |                                       | El. Euro 1964  |
| 36.  | 07.09.1963 | Londyn    | Anglia    | 4-0   | Islandia  |                                       | El. Euro 1964  |
| 37.  | 27.07.1964 | Reykjavík | Islandia  | 0-1   | Szkocja   |                                       | Towarzyski     |
| 38.  | 10.08.1964 | Reykjavík | Islandia  | 4-3   | Bermudy   | ?                                     | Towarzyski     |
| 39.  | 23.08.1964 | Reykjavík | Islandia  | 0-2   | Finlandia |                                       | Towarzyski     |
| 40.  | 06.07.1965 | Reykjavík | Islandia  | 1-3   | Dania     | ?                                     | Towarzyski     |
| 41.  | 09.08.1965 | Reykjavík | Islandia  | 0-0   | Irlandia  |                                       | Towarzyski     |

### Lata 1966–1975
| L.p. | Data       | Miejsce   | Gospodarz | Wynik | Gość      | Bramki dla Islandii                      | Rozgrywki      |
| ---- | ---------- | --------- | --------- | ----- | --------- | ---------------------------------------- | -------------- |
| 42.  | 15.08.1966 | Reykjavík | Islandia  | 3-3   | Walia     | ?                                        | Towarzyski     |
| 43.  | 18.09.1966 | Reykjavík | Islandia  | 0-2   | Francja   |                                          | Towarzyski     |
| 44.  | 31.05.1967 | Reykjavík | Islandia  | 1-1   | Hiszpania | ?                                        | El. do IO 1968 |
| 45.  | 22.06.1967 | Madryt    | Hiszpania | 5-3   | Islandia  | ?                                        | El. do IO 1968 |
| 46.  | 14.08.1967 | Reykjavík | Islandia  | 0-3   | Anglia    |                                          | Towarzyski     |
| 47.  | 23.08.1967 | Kopenhaga | Dania     | 14-2  | Islandia  | ?                                        | Towarzyski     |
| 48.  | 02.07.1968 | Reykjavík | Islandia  | 1-3   | RFN       | ?                                        | Towarzyski     |
| 49.  | 18.07.1968 | Reykjavík | Islandia  | 0-4   | Norwegia  |                                          | Towarzyski     |
| 50.  | 23.06.1969 | Reykjavík | Islandia  | 2-1   | Bermudy   | ?                                        | Towarzyski     |
| 51.  | 21.07.1969 | Trondheim | Norwegia  | 2-1   | Islandia  | ?                                        | Towarzyski     |
| 52.  | 24.07.1969 | Helsinki  | Finlandia | 3-1   | Islandia  | ?                                        | Towarzyski     |
| 53.  | 25.09.1969 | Paryż     | Francja   | 3-2   | Islandia  | ?                                        | Towarzyski     |
| 54.  | 11.11.1969 | Hamilton  | Bermudy   | 3-2   | Islandia  | ?                                        | Towarzyski     |
| 55.  | 02.02.1970 | Londyn    | Anglia    | 1-0   | Islandia  |                                          | Towarzyski     |
| 56.  | 10.05.1970 | Reykjavík | Islandia  | 1-1   | Anglia    | ?                                        | Towarzyski     |
| 57.  | 22.06.1970 | Reykjavík | Islandia  | 0-1   | Francja   |                                          | Towarzyski     |
| 58.  | 02.07.1970 | Reykjavík | Islandia  | 0-0   | Dania     |                                          | Towarzyski     |
| 59.  | 20.07.1970 | Reykjavík | Islandia  | 2-0   | Norwegia  |                                          | Towarzyski     |
| 60.  | 12.05.1971 | Reykjavík | Islandia  | 0-0   | Francja   |                                          | El. do IO 1972 |
| 61.  | 26.05.1971 | Bergen    | Norwegia  | 3-1   | Islandia  | ?                                        | Towarzyski     |
| 62.  | 12.05.1971 | Paryż     | Francja   | 1-0   | Islandia  |                                          | El. do IO 1972 |
| 63.  | 04.08.1971 | Reykjavík | Islandia  | 1-3   | Anglia    | ?                                        | Towarzyski     |
| 64.  | 13.08.1971 | Reykjavík | Islandia  | 0-2   | Japonia   |                                          | Towarzyski     |
| 65.  | 18.05.1972 | Liège     | Belgia    | 4-0   | Islandia  |                                          | El. MŚ 1974    |
| 66.  | 22.05.1972 | Bruksela  | Belgia    | 4-0   | Islandia  |                                          | El. MŚ 1974    |
| 67.  | 03.07.1972 | Reykjavík | Islandia  | 2-5   | Dania     | ?                                        | Towarzyski     |
| 68.  | 03.08.1972 | Stavanger | Norwegia  | 4-1   | Islandia  | Örn Óskarsson                            | El. MŚ 1974    |
| 69.  | 11.07.1973 | Göteborg  | Szwecja   | 1-0   | Islandia  |                                          | Towarzyski     |
| 70.  | 17.07.1973 | Reykjavík | Islandia  | 1-2   | NRD       | ?                                        | Towarzyski     |
| 71.  | 19.07.1973 | Reykjavík | Islandia  | 0-2   | NRD       |                                          | Towarzyski     |
| 72.  | 02.08.1973 | Reykjavík | Islandia  | 0-4   | Norwegia  |                                          | El. MŚ 1974    |
| 73.  | 22.08.1973 | Amsterdam | Holandia  | 5-0   | Islandia  |                                          | El. MŚ 1974    |
| 74.  | 29.08.1973 | Deventer  | Holandia  | 8-1   | Islandia  | Marteinn Geirsson                        | El. MŚ 1974    |
| 75.  | 19.08.1974 | Reykjavík | Islandia  | 2-2   | Finlandia | ?                                        | Towarzyski     |
| 76.  | 08.09.1974 | Reykjavík | Islandia  | 0-2   | Belgia    |                                          | El. Euro 1976  |
| 77.  | 09.10.1974 | Reykjavík | Dania     | 2-1   | Islandia  | ?                                        | Towarzyski     |
| 78.  | 12.10.1974 | Magdeburg | NRD       | 1-1   | Islandia  | Matthías Hallgrímsson                    | El. Euro 1976  |
| 79.  | 25.05.1975 | Reykjavík | Islandia  | 0-0   | Francja   |                                          | El. Euro 1976  |
| 80.  | 05.06.1975 | Reykjavík | Islandia  | 2-1   | NRD       | Jóhannes Eðvaldsson, Ásgeir Sigurvinsson | El. Euro 1976  |
| 81.  | 07.07.1975 | Reykjavík | Islandia  | 1-1   | Norwegia  | ?                                        | El. do IO 1976 |
| 82.  | 17.07.1975 | Bergen    | Norwegia  | 3-2   | Islandia  | ?                                        | El. do IO 1976 |
| 83.  | 30.07.1975 | Reykjavík | Islandia  | 0-2   | ZSRR      |                                          | El. do IO 1976 |
| 84.  | 03.09.1975 | Nantes    | Francja   | 3-0   | Islandia  |                                          | El. Euro 1976  |
| 85.  | 06.09.1975 | Liège     | Belgia    | 1-0   | Islandia  |                                          | El. Euro 1976  |
| 86.  | 10.09.1975 | Moskwa    | ZSRR      | 1-0   | Islandia  |                                          | El. do IO 1976 |

### Lata 1976-1985
| L.p. | Data       | Miejsce         | Gospodarz         | Wynik | Gość              | Bramki dla Islandii                                      | Rozgrywki     |
| ---- | ---------- | --------------- | ----------------- | ----- | ----------------- | -------------------------------------------------------- | ------------- |
| 87.  | 19.05.1976 | Oslo            | Norwegia          | 0-1   | Islandia          | ?                                                        | Towarzyski    |
| 88.  | 14.07.1976 | Helsinki        | Finlandia         | 1-0   | Islandia          | ?                                                        | Towarzyski    |
| 89.  | 21.08.1976 | Reykjavík       | Islandia          | 3-1   | Luksemburg        | ?                                                        | Towarzyski    |
| 90.  | 05.09.1976 | Reykjavík       | Islandia          | 0-1   | Belgia            |                                                          | El. MŚ 1978   |
| 91.  | 08.09.1976 | Reykjavík       | Islandia          | 0-1   | Holandia          |                                                          | El. MŚ 1978   |
| 92.  | 11.06.1977 | Reykjavík       | Islandia          | 1-0   | Irlandia Północna | Ingi Björn Albertsson                                    | El. MŚ 1978   |
| 93.  | 30.06.1977 | Reykjavík       | Islandia          | 2-1   | Norwegia          | ?                                                        | Towarzyski    |
| 94.  | 20.07.1977 | Reykjavík       | Islandia          | 0-1   | Szwecja           |                                                          | Towarzyski    |
| 95.  | 31.08.1977 | Nijmegen        | Holandia          | 4-1   | Islandia          | Ásgeir Sigurvinsson                                      | El. MŚ 1978   |
| 96.  | 03.09.1977 | Bruksela        | Belgia            | 4-0   | Islandia          |                                                          | El. MŚ 1978   |
| 97.  | 21.09.1977 | Belfast         | Irlandia Północna | 2-0   | Islandia          |                                                          | El. MŚ 1978   |
| 98.  | 28.06.1978 | Reykjavík       | Islandia          | 0-0   | Dania             |                                                          | Towarzyski    |
| 99.  | 03.09.1978 | Reykjavík       | Islandia          | 0-0   | Stany Zjednoczone |                                                          | Towarzyski    |
| 100. | 06.09.1978 | Reykjavík       | Islandia          | 0-2   | Polska            |                                                          | El. Euro 1980 |
| 101. | 20.09.1978 | Nijmegen        | Holandia          | 3-0   | Islandia          |                                                          | El. Euro 1980 |
| 102. | 04.10.1978 | Halle           | NRD               | 3-1   | Islandia          | Pétur Pétursson                                          | El. Euro 1980 |
| 103. | 22.05.1979 | Berno           | Szwajcaria        | 2-0   | Islandia          |                                                          | El. Euro 1980 |
| 104. | 26.05.1979 | Reykjavík       | Islandia          | 1-3   | RFN               | ?                                                        | Towarzyski    |
| 105. | 09.06.1979 | Reykjavík       | Islandia          | 1-2   | Szwajcaria        | Janus Guðlaugsson                                        | El. Euro 1980 |
| 106. | 05.09.1979 | Reykjavík       | Islandia          | 0-4   | Holandia          |                                                          | El. Euro 1980 |
| 107. | 12.09.1979 | Reykjavík       | Islandia          | 0-3   | NRD               |                                                          | El. Euro 1980 |
| 108. | 12.09.1979 | Kraków          | Polska            | 2-0   | Islandia          |                                                          | El. Euro 1980 |
| 109. | 02.06.1980 | Reykjavík       | Islandia          | 0-4   | Walia             |                                                          | El. MŚ 1982   |
| 110. | 25.06.1980 | Reykjavík       | Islandia          | 1-1   | Finlandia         | ?                                                        | Towarzyski    |
| 111. | 14.07.1980 | Oslo            | Norwegia          | 3-1   | Islandia          | ?                                                        | Towarzyski    |
| 112. | 17.07.1980 | Halmstad        | Szwecja           | 1-1   | Islandia          | ?                                                        | Towarzyski    |
| 113. | 17.07.1980 | Reykjavík       | Islandia          | 1-2   | ZSRR              | Árni Sveinsson                                           | El. MŚ 1982   |
| 114. | 24.09.1980 | Izmir           | Turcja            | 1-3   | Islandia          | Janus Gudlaugsson, Albert Gudmundsson, Teitur Thórdarson | El. MŚ 1982   |
| 115. | 15.10.1980 | Moskwa          | ZSRR              | 5-0   | Islandia          |                                                          | El. MŚ 1982   |
| 116. | 27.05.1981 | Bratysława      | Czechosłowacja    | 6-1   | Islandia          | Magnús Bergs                                             | El. MŚ 1982   |
| 117. | 22.08.1981 | Reykjavík       | Islandia          | 3-0   | Nigeria           | ?                                                        | Towarzyski    |
| 118. | 26.08.1981 | Kopenhaga       | Dania             | 3-0   | Islandia          |                                                          | Towarzyski    |
| 119. | 09.09.1981 | Reykjavík       | Islandia          | 2-0   | Turcja            | Lárus Gudmundsson, Atli Eðvaldsson                       | El. MŚ 1982   |
| 120. | 21.09.1981 | Reykjavík       | Islandia          | 1-1   | Czechosłowacja    | Pétur Órmslev                                            | El. MŚ 1982   |
| 121. | 14.10.1981 | Swansea         | Walia             | 2-2   | Islandia          | Ásgeir Sigurvinsson 2                                    | El. MŚ 1982   |
| 122. | 14.03.1982 | Kuwejt          | Kuwejt            | 0-0   | Islandia          |                                                          | Towarzyski    |
| 123. | 02.06.1982 | Reykjavík       | Islandia          | 1-1   | Anglia            | ?                                                        | Towarzyski    |
| 125. | 05.06.1982 | Mesyna (Włochy) | Malta             | 2-1   | Islandia          | Marteinn Geirsson                                        | El. Euro 1984 |
| 126. | 11.07.1982 | Helsinki        | Finlandia         | 3-2   | Islandia          | ?                                                        | Towarzyski    |
| 127. | 01.09.1982 | Reykjavík       | Islandia          | 1-1   | Holandia          | Atli Eðvaldsson                                          | El. Euro 1984 |
| 128. | 08.09.1982 | Reykjavík       | Islandia          | 0-1   | NRD               |                                                          | Towarzyski    |
| 129. | 13.10.1982 | Dublin          | Irlandia          | 2-0   | Islandia          |                                                          | El. Euro 1984 |
| 130. | 27.10.1982 | Malaga          | Hiszpania         | 1-0   | Islandia          |                                                          | El. Euro 1984 |
| 131. | 29.05.1983 | Reykjavík       | Islandia          | 0-1   | Hiszpania         |                                                          | El. Euro 1984 |
| 132. | 05.06.1983 | Reykjavík       | Islandia          | 1-0   | Malta             | Atli Eðvaldsson                                          | El. Euro 1984 |
| 133. | 17.08.1983 | Reykjavík       | Islandia          | 0-4   | Szwecja           |                                                          | Towarzyski    |
| 134. | 07.09.1983 | Groningen       | Holandia          | 3-0   | Islandia          |                                                          | El. Euro 1984 |
| 135. | 21.09.1983 | Reykjavík       | Islandia          | 0-3   | Irlandia          |                                                          | El. Euro 1984 |
| 136. | 20.06.1984 | Reykjavík       | Islandia          | 0-1   | Norwegia          |                                                          | Towarzyski    |
| 137. | 12.09.1984 | Reykjavík       | Islandia          | 1-0   | Walia             | Magnús Bergs                                             | El. MŚ 1986   |
| 138. | 25.09.1984 | Az-Zahran       | Arabia Saudyjska  | 1-2   | Islandia          | ?                                                        | Towarzyski    |
| 139. | 17.10.1984 | Glasgow         | Szkocja           | 3-0   | Islandia          |                                                          | El. MŚ 1986   |
| 140. | 14.11.1984 | Cardiff         | Walia             | 2-1   | Islandia          | Pétur Pétursson                                          | El. MŚ 1986   |
| 141. | 31.03.1985 | Kuwejt          | Kuwejt            | 1-1   | Islandia          | ?                                                        | Towarzyski    |
| 142. | 24.04.1985 | Ettelbruck      | Luksemburg        | 0-0   | Islandia          |                                                          | Towarzyski    |
| 143. | 28.05.1985 | Reykjavík       | Islandia          | 0-1   | Szkocja           |                                                          | El. MŚ 1986   |
| 144. | 12.06.1985 | Reykjavík       | Islandia          | 1-2   | Hiszpania         | Teitur Thórdarson                                        | El. MŚ 1986   |
| 145. | 25.09.1985 | Sewilla         | Hiszpania         | 2-1   | Islandia          | Gudmundur Thorbjörnsson                                  | El. MŚ 1986   |

### Lata 1986–1995
| L.p. | Data       | Miejsce         | Gospodarz                    | Wynik | Gość                         | Bramki dla Islandii                      | Rozgrywki      |
| ---- | ---------- | --------------- | ---------------------------- | ----- | ---------------------------- | ---------------------------------------- | -------------- |
| 146. | 11.03.1986 | Manama          | Bahrajn                      | 2-1   | Islandia                     | ?                                        | Towarzyski     |
| 147. | 15.03.1986 | Manama          | Bahrajn                      | 0-2   | Islandia                     | ?                                        | Towarzyski     |
| 148. | 19.03.1986 | Kuwejt          | Kuwejt                       | 1-0   | Islandia                     |                                          | Towarzyski     |
| 149. | 25.05.1986 | Reykjavík       | Islandia                     | 1-2   | Irlandia                     | ?                                        | Towarzyski     |
| 150. | 29.05.1986 | Reykjavík       | Islandia                     | 1-2   | Czechosłowacja               | ?                                        | Towarzyski     |
| 151. | 10.09.1986 | Reykjavík       | Islandia                     | 0-0   | Francja                      |                                          | El. Euro 1988  |
| 152. | 24.09.1986 | Reykjavík       | Islandia                     | 1-1   | ZSRR                         | Arnór Guðjohnsen                         | El. Euro 1988  |
| 153. | 29.10.1986 | Chemnitz        | NRD                          | 2-0   | Islandia                     |                                          | El. Euro 1988  |
| 154. | 26.02.1987 | Kuwejt          | Kuwejt                       | 1-1   | Islandia                     | ?                                        | Towarzyski     |
| 155. | 28.02.1987 | Kuwejt          | Kuwejt                       | 0-1   | Islandia                     | ?                                        | Towarzyski     |
| 156. | 15.04.1987 | Pescara         | Włochy                       | 2-0   | Islandia                     |                                          | El. do IO 1988 |
| 157. | 29.04.1987 | Paryż           | Francja                      | 2-0   | Islandia                     |                                          | El. Euro 1988  |
| 158. | 26.05.1987 | Reykjavík       | Islandia                     | 2-2   | Holandia                     | ?                                        | El. do IO 1988 |
| 159. | 03.06.1987 | Reykjavík       | Islandia                     | 0-6   | NRD                          |                                          | El. Euro 1988  |
| 160. | 02.09.1987 | Reykjavík       | Islandia                     | 2-0   | NRD                          | ?                                        | El. do IO 1988 |
| 161. | 09.09.1987 | Reykjavík       | Islandia                     | 2-1   | Norwegia                     | Pétur Pétursson, Pétur Ormslev           | El. Euro 1988  |
| 162. | 23.09.1987 | Oslo            | Norwegia                     | 0-1   | Islandia                     | Atli Eðvaldsson                          | El. Euro 1988  |
| 163. | 07.10.1987 | Leiria          | Portugalia                   | 2-1   | Islandia                     | ?                                        | El. do IO 1988 |
| 164. | 28.10.1987 | Symferopol      | ZSRR                         | 2-0   | Islandia                     |                                          | El. Euro 1988  |
| 165. | 27.04.1988 | Doetinchem      | Holandia                     | 1-0   | Islandia                     |                                          | El. do IO 1988 |
| 166. | 30.04.1988 | Bischofswerda   | NRD                          | 3-0   | Islandia                     |                                          | El. do IO 1988 |
| 167. | 04.05.1988 | Budapeszt       | Węgry                        | 3-0   | Islandia                     |                                          | Towarzyski     |
| 168. | 24.05.1988 | Reykjavík       | Islandia                     | 0-1   | Portugalia                   |                                          | El. do IO 1988 |
| 169. | 29.05.1988 | Reykjavík       | Islandia                     | 0-3   | Włochy                       |                                          | El. do IO 1988 |
| 170. | 07.08.1988 | Reykjavík       | Islandia                     | 2-3   | Bułgaria                     | ?                                        | Towarzyski     |
| 171. | 18.08.1988 | Reykjavík       | Islandia                     | 0-1   | Szwecja                      |                                          | Towarzyski     |
| 172. | 24.08.1988 | Akranes         | Islandia                     | 1-0   | Wyspy Owcze                  | ?                                        | Towarzyski     |
| 173. | 31.08.1988 | Reykjavík       | Islandia                     | 1-1   | ZSRR                         | Sigurður Grétarsson                      | El. MŚ 1990    |
| 174. | 21.09.1988 | Reykjavík       | Islandia                     | 0-3   | Węgry                        |                                          | Towarzyski     |
| 175. | 28.09.1988 | Kopenhaga       | Dania                        | 1-0   | Islandia                     |                                          | Towarzyski     |
| 176. | 12.10.1988 | Stambuł         | Turcja                       | 1-1   | Islandia                     | Guðmundur Torfason                       | El. MŚ 1990    |
| 177. | 19.10.1988 | Berlin          | NRD                          | 2-0   | Islandia                     |                                          | El. MŚ 1990    |
| 178. | 19.05.1989 | Reykjavík       | Islandia                     | 0-2   | Anglia                       |                                          | Towarzyski     |
| 179. | 31.05.1989 | Moskwa          | ZSRR                         | 1-1   | Islandia                     | Atli Eðvaldsson                          | El. MŚ 1990    |
| 180. | 14.06.1989 | Reykjavík       | Islandia                     | 0-0   | Austria                      |                                          | El. MŚ 1990    |
| 181. | 23.08.1989 | Salzburg        | Austria                      | 2-1   | Islandia                     | Ragnar Margeirsson                       | El. MŚ 1990    |
| 182. | 06.09.1989 | Reykjavík       | Islandia                     | 0-3   | NRD                          |                                          | El. MŚ 1990    |
| 183. | 20.09.1989 | Reykjavík       | Islandia                     | 2-1   | Turcja                       | Pétur Pétursson 2                        | El. MŚ 1990    |
| 183. | 28.03.1990 | Esch            | Luksemburg                   | 1-2   | Islandia                     | ?                                        | Towarzyski     |
| 184. | 03.04.1990 | Hamilton        | Bermudy                      | 0-4   | Islandia                     | ?                                        | Towarzyski     |
| 185. | 08.04.1990 | Saint Louis     | Stany Zjednoczone            | 4-1   | Islandia                     | ?                                        | Towarzyski     |
| 186. | 30.05.1990 | Reykjavík       | Islandia                     | 2-0   | Albania                      | Arnór Guðjohnsen, Atli Eðvaldsson        | El. Euro 1992  |
| 187. | 08.08.1990 | Tórshavn        | Wyspy Owcze                  | 2-3   | Islandia                     | ?                                        | Towarzyski     |
| 188. | 05.09.1990 | Reykjavík       | Islandia                     | 1-2   | Francja                      | Atli Eðvaldsson                          | El. Euro 1992  |
| 189. | 26.09.1990 | Koszyce         | Czechosłowacja               | 1-0   | Islandia                     |                                          | El. Euro 1992  |
| 190. | 10.10.1990 | Sewilla         | Hiszpania                    | 2-1   | Islandia                     | Sigurður Jónsson                         | El. Euro 1992  |
| 191. | 27.04.1991 | Watford         | Anglia                       | 1-0   | Islandia                     |                                          | Towarzyski     |
| 192. | 01.05.1991 | Cardiff         | Walia                        | 1-0   | Islandia                     |                                          | Towarzyski     |
| 193. | 07.05.1991 | Valletta        | Malta                        | 1-4   | Islandia                     | ?                                        | Towarzyski     |
| 194. | 26.05.1991 | Tirana          | Albania                      | 1-0   | Islandia                     |                                          | El. Euro 1992  |
| 195. | 05.06.1991 | Reykjavík       | Islandia                     | 0-1   | Czechosłowacja               |                                          | El. Euro 1992  |
| 196. | 17.07.1991 | Reykjavík       | Islandia                     | 5-1   | Turcja                       | ?                                        | Towarzyski     |
| 197. | 04.09.1991 | Reykjavík       | Islandia                     | 0-0   | Dania                        |                                          | Towarzyski     |
| 198. | 25.09.1991 | Reykjavík       | Islandia                     | 2-0   | Hiszpania                    | Þorvaldur Örlygsson, Eyjólfur Sverrisson | El. Euro 1992  |
| 199. | 16.10.1991 | Larnaka         | Cypr                         | 1-1   | Islandia                     | ?                                        | Towarzyski     |
| 200. | 20.11.1991 | Paryż           | Francja                      | 3-1   | Islandia                     | Eyjólfur Sverrisson                      | El. Euro 1992  |
| 201. | 10.02.1992 | Valletta        | Malta                        | 1-0   | Islandia                     |                                          | Towarzyski     |
| 202. | 02.03.1992 | Dubaj           | Zjednoczone Emiraty Arabskie | 0-1   | Islandia                     | ?                                        | Towarzyski     |
| 203. | 08.04.1992 | Tel Awiw        | Izrael                       | 2-2   | Islandia                     | ?                                        | Towarzyski     |
| 204. | 13.05.1992 | Ateny           | Grecja                       | 1-0   | Islandia                     |                                          | El. MŚ 1994    |
| 205. | 03.06.1992 | Budapeszt       | Węgry                        | 1-2   | Islandia                     | Thorvaldur Örlygsson, Hördur Magnússon   | El. MŚ 1994    |
| 206. | 09.08.1992 | Reykjavík       | Islandia                     | 0-2   | Izrael                       |                                          | Towarzyski     |
| 207. | 07.10.1992 | Reykjavík       | Islandia                     | 0-1   | Grecja                       |                                          | El. MŚ 1994    |
| 208. | 14.10.1992 | Moskwa          | Rosja                        | 1-0   | Islandia                     |                                          | El. MŚ 1994    |
| 209. | 17.04.1993 | Los Angeles     | Stany Zjednoczone            | 1-1   | Islandia                     | ?                                        | Towarzyski     |
| 210. | 20.05.1993 | Luksemburg      | Luksemburg                   | 1-1   | Islandia                     | Arnór Guðjohnsen                         | El. MŚ 1994    |
| 211. | 02.06.1993 | Reykjavík       | Islandia                     | 1-1   | Rosja                        | Eyjólfur Sverrisson                      | El. MŚ 1994    |
| 212. | 16.06.1993 | Reykjavík       | Islandia                     | 2-0   | Węgry                        | Eyjólfur Sverrisson, Arnór Guðjohnsen    | El. MŚ 1994    |
| 213. | 31.08.1993 | Reykjavík       | Islandia                     | 0-1   | Stany Zjednoczone            |                                          | Towarzyski     |
| 214. | 08.09.1993 | Reykjavík       | Islandia                     | 1-0   | Luksemburg                   | Haraldur Ingólfsson                      | El. MŚ 1994    |
| 215. | 17.10.1993 | Tunis           | Tunezja                      | 3-1   | Islandia                     | ?                                        | Towarzyski     |
| 216. | 20.04.1994 | Tulon (Francja) | Arabia Saudyjska             | 2-0   | Islandia                     |                                          | Towarzyski     |
| 217. | 24.04.1994 | San Diego       | Stany Zjednoczone            | 1-2   | Islandia                     | ?                                        | Towarzyski     |
| 218. | 04.05.1994 | Florianópolis   | Brazylia                     | 3-0   | Islandia                     |                                          | Towarzyski     |
| 219. | 19.05.1994 | Reykjavík       | Islandia                     | 1-0   | Boliwia                      | ?                                        | Towarzyski     |
| 220. | 16.08.1994 | Akureyri        | Islandia                     | 4-0   | Estonia                      | ?                                        | Towarzyski     |
| 221. | 30.08.1994 | Reykjavík       | Islandia                     | 1-0   | Zjednoczone Emiraty Arabskie | ?                                        | Towarzyski     |
| 222. | 07.09.1994 | Reykjavík       | Islandia                     | 0-1   | Szwecja                      |                                          | El. Euro 1996  |
| 223. | 12.10.1994 | Stambuł         | Turcja                       | 5-0   | Islandia                     |                                          | El. Euro 1996  |
| 224. | 29.10.1994 | Al-Ajn (ZEA)    | Kuwejt                       | 0-1   | Islandia                     | ?                                        | Towarzyski     |
| 225. | 16.11.1994 | Lozanna         | Szwajcaria                   | 1-0   | Islandia                     |                                          | El. Euro 1996  |
| 226. | 22.04.1995 | Temuco          | Chile                        | 1-1   | Islandia                     | ?                                        | Towarzyski     |
| 227. | 01.06.1995 | Sztokholm       | Szwecja                      | 1-1   | Islandia                     | Arnar Gunnlaugsson                       | El. Euro 1996  |
| 228. | 11.06.1995 | Reykjavík       | Islandia                     | 2-1   | Węgry                        | Guðni Bergsson, Sigurdur Jónsson         | El. Euro 1996  |
| 229. | 02.07.1995 | Neskaupstaður   | Islandia                     | 2-0   | Wyspy Owcze                  | ?                                        | Towarzyski     |
| 230. | 16.08.1995 | Reykjavík       | Islandia                     | 0-2   | Szwajcaria                   |                                          | El. Euro 1996  |
| 231. | 11.10.1995 | Reykjavík       | Islandia                     | 0-0   | Turcja                       |                                          | El. Euro 1996  |
| 232. | 11.11.1995 | Budapeszt       | Węgry                        | 1-0   | Islandia                     |                                          | El. Euro 1996  |

### Lata 1996-2005
| L.p. | Data       | Miejsce              | Gospodarz          | Wynik | Gość               | Bramki dla Islandii                                                                      | Rozgrywki     |
| ---- | ---------- | -------------------- | ------------------ | ----- | ------------------ | ---------------------------------------------------------------------------------------- | ------------- |
| 233. | 07.02.1996 | Valletta (Malta)     | Słowenia           | 7-1   | Islandia           | ?                                                                                        | Towarzyski    |
| 234. | 09.02.1996 | Valletta (Malta)     | Rosja              | 3-0   | Islandia           |                                                                                          | Towarzyski    |
| 235. | 11.02.1996 | Valletta             | Malta              | 1-4   | Islandia           | ?                                                                                        | Towarzyski    |
| 236. | 24.02.1996 | Tallinn              | Estonia            | 0-3   | Islandia           | ?                                                                                        | Towarzyski    |
| 237. | 01.06.1996 | Reykjavík            | Islandia           | 1-1   | Macedonia Północna | Arnór Guðjohnsen                                                                         | El. MŚ 1998   |
| 238. | 05.06.1996 | Akranes              | Islandia           | 2-1   | Cypr               | ?                                                                                        | Towarzyski    |
| 239. | 14.08.1996 | Reykjavík            | Islandia           | 2-1   | Malta              | ?                                                                                        | Towarzyski    |
| 240. | 04.09.1996 | Jablonec nad Nysą    | Czechy             | 2-1   | Islandia           | ?                                                                                        | Towarzyski    |
| 241. | 05.10.1996 | Wilno                | Litwa              | 2-0   | Islandia           |                                                                                          | El. MŚ 1998   |
| 242. | 09.10.1996 | Reykjavík            | Islandia           | 0-4   | Rumunia            |                                                                                          | El. MŚ 1998   |
| 243. | 10.11.1996 | Dublin               | Irlandia           | 0-0   | Islandia           |                                                                                          | El. MŚ 1998   |
| 244. | 24.04.1997 | Trnawa               | Słowacja           | 3-1   | Islandia           | ?                                                                                        | Towarzyski    |
| 245. | 07.06.1997 | Skopje               | Macedonia Północna | 1-0   | Islandia           |                                                                                          | El. MŚ 1998   |
| 246. | 11.06.1997 | Reykjavík            | Islandia           | 0-0   | Litwa              |                                                                                          | El. MŚ 1998   |
| 247. | 20.07.1997 | Reykjavík            | Islandia           | 0-1   | Norwegia           |                                                                                          | Towarzyski    |
| 248. | 27.07.1997 | Hornafjörður         | Islandia           | 1-0   | Wyspy Owcze        | ?                                                                                        | Towarzyski    |
| 249. | 20.08.1997 | Eschen               | Liechtenstein      | 0-4   | Islandia           | Einar Daníelsson, Brynjar Gunnarsson, Sigurður Jónsson, Tryggvi Guðmundsson              | El. MŚ 1998   |
| 250. | 06.09.1997 | Reykjavík            | Islandia           | 2-4   | Irlandia           | Brynjar Gunnarsson, Helgi Sigurðsson                                                     | El. MŚ 1998   |
| 251. | 10.09.1997 | Bukareszt            | Rumunia            | 4-0   | Islandia           |                                                                                          | El. MŚ 1998   |
| 252. | 11.10.1997 | Reykjavík            | Islandia           | 4-0   | Liechtenstein      | Þórður Guðjónsson, Tryggvi Guðmundsson, Arnór Guðjohnsen, Bjarni Guðjónsson              | El. MŚ 1998   |
| 253. | 07.12.1997 | Rijad                | Arabia Saudyjska   | 0-0   | Islandia           |                                                                                          | Towarzyski    |
| 253. | 05.02.1998 | Limassol (Cypr)      | Słowenia           | 3-2   | Islandia           | ?                                                                                        | Towarzyski    |
| 254. | 07.02.1998 | Limassol (Cypr)      | Słowacja           | 2-1   | Islandia           | ?                                                                                        | Towarzyski    |
| 255. | 13.05.1998 | Cannes (Francja)     | Arabia Saudyjska   | 1-1   | Islandia           | ?                                                                                        | Towarzyski    |
| 256. | 06.06.1998 | Stuttgart (Niemcy)   | Arabia Saudyjska   | 1-1   | Islandia           | ?                                                                                        | Towarzyski    |
| 257. | 19.08.1998 | Reykjavík            | Islandia           | 4-1   | Łotwa              | ?                                                                                        | Towarzyski    |
| 258. | 05.09.1998 | Reykjavík            | Islandia           | 1-1   | Francja            | Ríkharður Daðason                                                                        | El. Euro 2000 |
| 259. | 10.10.1998 | Erywań               | Armenia            | 0-0   | Islandia           |                                                                                          | El. Euro 2000 |
| 260. | 14.10.1998 | Reykjavík            | Islandia           | 1-0   | Rosja              | ? (gol samobójczy)                                                                       | El. Euro 2000 |
| 261. | 10.03.1999 | Luksemburg           | Luksemburg         | 1-2   | Islandia           | Arnar Gunnlaugsson, Helgi Sigurðsson                                                     | Towarzyski    |
| 262. | 27.03.1999 | Andorra La Vella     | Andora             | 0-2   | Islandia           | Eyjólfur Sverrisson, Steinar Adolfsson                                                   | El. Euro 2000 |
| 263. | 31.03.1999 | Kijów                | Ukraina            | 1-1   | Islandia           | Lárus Orri Sigurðsson                                                                    | El. Euro 2000 |
| 264. | 28.04.1999 | Ta’ Qali             | Malta              | 1-2   | Islandia           | Þórður Guðjónsson, Ríkharður Daðason                                                     | Towarzyski    |
| 265. | 05.06.1999 | Reykjavík            | Islandia           | 2-0   | Armenia            | Ríkharður Daðason, Rúnar Kristinsson                                                     | El. Euro 2000 |
| 266. | 09.06.1999 | Moskwa               | Rosja              | 1-0   | Islandia           |                                                                                          | El. Euro 2000 |
| 267. | 18.08.1999 | Tórshavn             | Wyspy Owcze        | 0-1   | Islandia           | Þórður Guðjónsson                                                                        | Towarzyski    |
| 268. | 04.09.1999 | Reykjavík            | Islandia           | 3-0   | Andora             | Þórður Guðjónsson, Hermann Hreiðarsson, Eiður Guðjohnsen                                 | El. Euro 2000 |
| 269. | 08.09.1999 | Reykjavík            | Islandia           | 0-1   | Ukraina            |                                                                                          | El. Euro 2000 |
| 270. | 09.10.1999 | Saint-Denis          | Francja            | 3-2   | Islandia           | Eyjólfur Sverrisson, Brynjar Gunnarsson                                                  | El. Euro 2000 |
| 271. | 31.01.2000 | La Manga (Hiszpania) | Norwegia           | 0-0   | Islandia           |                                                                                          | Towarzyski    |
| 272. | 02.02.2000 | La Manga (Hiszpania) | Finlandia          | 0-1   | Islandia           | Ríkharður Daðason                                                                        | Towarzyski    |
| 273. | 04.02.2000 | La Manga (Hiszpania) | Wyspy Owcze        | 2-3   | Islandia           | Ríkharður Daðason 2                                                                      | Towarzyski    |
| 274. | 27.07.2000 | Reykjavík            | Islandia           | 5-0   | Malta              | Helgi Sigurðsson 3, Eyjólfur Sverrisson, Heiðar Helguson                                 | Towarzyski    |
| 275. | 16.08.2000 | Reykjavík            | Islandia           | 2-1   | Szwecja            | Ríkharður Daðason, Helgi Sigurðsson                                                      | Towarzyski    |
| 276. | 02.09.2000 | Reykjavík            | Islandia           | 1-2   | Dania              | Eyjólfur Sverrisson                                                                      | El. MŚ 2002   |
| 277. | 07.10.2000 | Cieplice             | Czechy             | 4-0   | Islandia           |                                                                                          | El. MŚ 2002   |
| 278. | 11.10.2000 | Reykjavík            | Islandia           | 1-0   | Irlandia Północna  | Þórður Guðjónsson                                                                        | El. MŚ 2002   |
| 279. | 15.11.2000 | Warszawa             | Polska             | 1-0   | Islandia           |                                                                                          | Towarzyski    |
| 280. | 11.01.2001 | Koczin (Indie)       | Urugwaj            | 2-1   | Islandia           | Þórhallur Örn Hinriksson                                                                 | Towarzyski    |
| 281. | 13.01.2001 | Koczin (Indie)       | Indie              | 0-3   | Islandia           | Tryggvi Guðmundsson 3                                                                    | Towarzyski    |
| 282. | 20.01.2001 | Kalkuta (Indie)      | Chile              | 2-0   | Islandia           |                                                                                          | Towarzyski    |
| 283. | 24.03.2001 | Sofia                | Bułgaria           | 2-1   | Islandia           | Hermann Hreiðarsson                                                                      | El. MŚ 2002   |
| 284. | 25.04.2001 | Valletta             | Malta              | 1-4   | Islandia           | Tryggvi Guðmundsson, Helgi Sigurðsson, Eiður Guðjohnsen, Þórður Guðjónsson               | El. MŚ 2002   |
| 285. | 02.06.2001 | Reykjavík            | Islandia           | 3-0   | Malta              | Tryggvi Guðmundsson, Ríkharður Daðason, Eiður Guðjohnsen                                 | El. MŚ 2002   |
| 286. | 06.06.2001 | Reykjavík            | Islandia           | 1-1   | Bułgaria           | Ríkharður Daðason                                                                        | El. MŚ 2002   |
| 287. | 15.08.2001 | Reykjavík            | Islandia           | 1-1   | Polska             | Andri Sigþórsson                                                                         | Towarzyski    |
| 288. | 01.09.2001 | Reykjavík            | Islandia           | 3-1   | Czechy             | Eyjólfur Sverrisson 2, Andri Sigþórsson                                                  | El. MŚ 2002   |
| 289. | 05.09.2001 | Belfast              | Irlandia Północna  | 3-0   | Islandia           |                                                                                          | El. MŚ 2002   |
| 290. | 06.10.2001 | Kopenhaga            | Dania              | 6-0   | Islandia           |                                                                                          | El. MŚ 2002   |
| 291. | 08.01.2002 | Maskat (Oman)        | Kuwejt             | 0-0   | Islandia           |                                                                                          | Towarzyski    |
| 292. | 10.01.2002 | Rijad                | Arabia Saudyjska   | 1-0   | Islandia           |                                                                                          | Towarzyski    |
| 293. | 08.03.2002 | Cuiabá               | Brazylia           | 6-1   | Islandia           | Grétar Steinsson                                                                         | Towarzyski    |
| 294. | 22.05.2002 | Bodø                 | Norwegia           | 1-1   | Islandia           | Jóhannes Karl Guðjónsson                                                                 | Towarzyski    |
| 295. | 21.08.2002 | Reykjavík            | Islandia           | 3-0   | Andora             | Eiður Guðjohnsen, Ríkharður Daðason 2                                                    | Towarzyski    |
| 296. | 07.09.2002 | Reykjavík            | Islandia           | 0-2   | Węgry              |                                                                                          | Towarzyski    |
| 297. | 12.10.2002 | Reykjavík            | Islandia           | 0-2   | Szkocja            |                                                                                          | El. Euro 2004 |
| 298. | 16.10.2002 | Reykjavík            | Islandia           | 3-0   | Litwa              | Heiðar Helguson, Eiður Guðjohnsen 2                                                      | El. Euro 2004 |
| 299. | 20.11.2002 | Tallinn              | Estonia            | 2-0   | Islandia           |                                                                                          | Towarzyski    |
| 300. | 29.03.2003 | Glasgow              | Szkocja            | 2-1   | Islandia           | Eiður Guðjohnsen                                                                         | El. Euro 2004 |
| 301. | 30.04.2003 | Vantaa               | Finlandia          | 3-0   | Islandia           |                                                                                          | Towarzyski    |
| 302. | 07.06.2003 | Reykjavík            | Islandia           | 2-1   | Wyspy Owcze        | Helgi Sigurðsson, Tryggvi Guðmundsson                                                    | El. Euro 2004 |
| 303. | 11.06.2003 | Kowno                | Litwa              | 0-3   | Islandia           | Þórður Guðjónsson, Eiður Guðjohnsen, Hermann Hreiðarsson                                 | El. Euro 2004 |
| 304. | 20.08.2003 | Tórshavn             | Wyspy Owcze        | 1-2   | Islandia           | Eiður Guðjohnsen, Pétur Marteinsson                                                      | El. Euro 2004 |
| 305. | 06.09.2003 | Reykjavík            | Islandia           | 0-0   | Niemcy             |                                                                                          | El. Euro 2004 |
| 306. | 11.10.2003 | Hamburg              | Niemcy             | 3-0   | Islandia           |                                                                                          | El. Euro 2004 |
| 307. | 19.11.2003 | San Francisco (USA)  | Meksyk             | 0-0   | Islandia           |                                                                                          | Towarzyski    |
| 308. | 31.03.2004 | Tirana               | Albania            | 2-1   | Islandia           | Eiður Guðjohnsen                                                                         | Towarzyski    |
| 308. | 28.04.2004 | Ryga                 | Łotwa              | 0-0   | Islandia           |                                                                                          | Towarzyski    |
| 309. | 30.05.2004 | Manchester (Anglia)  | Japonia            | 3-2   | Islandia           | Heiðar Helguson 2                                                                        | Towarzyski    |
| 310. | 05.06.2004 | Manchester           | Anglia             | 6-1   | Islandia           | Heiðar Helguson                                                                          | Towarzyski    |
| 311. | 18.08.2004 | Reykjavík            | Islandia           | 2-0   | Włochy             | Eiður Guðjohnsen, Gylfi Einarsson                                                        | Towarzyski    |
| 312. | 04.09.2004 | Reykjavík            | Islandia           | 1-3   | Bułgaria           | Eiður Guðjohnsen                                                                         | El. MŚ 2006   |
| 313. | 08.09.2004 | Budapeszt            | Węgry              | 3-2   | Islandia           | Eiður Guðjohnsen, Indriði Sigurðsson                                                     | El. MŚ 2006   |
| 314. | 09.10.2004 | Valletta             | Malta              | 0-0   | Islandia           |                                                                                          | El. MŚ 2006   |
| 315. | 13.10.2004 | Reykjavík            | Islandia           | 1-4   | Szwecja            | Eiður Guðjohnsen                                                                         | El. MŚ 2006   |
| 316. | 26.03.2005 | Zagrzeb              | Chorwacja          | 4-0   | Islandia           |                                                                                          | El. MŚ 2006   |
| 317. | 30.03.2005 | Padwa                | Włochy             | 0-0   | Islandia           |                                                                                          | Towarzyski    |
| 318. | 04.06.2005 | Reykjavík            | Islandia           | 2-3   | Węgry              | Eiður Guðjohnsen, Kristján Örn Sigurðsson                                                | El. MŚ 2006   |
| 319. | 08.06.2005 | Reykjavík            | Islandia           | 4-1   | Malta              | Gunnar Heiðar Þorvaldsson, Eiður Guðjohnsen, Tryggvi Guðmundsson, Veigar Páll Gunnarsson | El. MŚ 2006   |
| 320. | 17.08.2005 | Reykjavík            | Islandia           | 4-1   | Południowa Afryka  | Grétar Steinsson, Arnar Viðarsson, Heiðar Helguson, Veigar Páll Gunnarsson               | Towarzyski    |
| 321. | 03.09.2005 | Reykjavík            | Islandia           | 1-3   | Chorwacja          | Eiður Guðjohnsen                                                                         | El. MŚ 2006   |
| 322. | 07.09.2005 | Sofia                | Bułgaria           | 3-2   | Islandia           | Grétar Steinsson, Hermann Hreiðarsson                                                    | El. MŚ 2006   |
| 323. | 07.10.2005 | Warszawa             | Polska             | 3-2   | Islandia           | Indriði Sigurðsson, Kristján Örn Sigurðsson                                              | Towarzyski    |
| 324. | 12.10.2005 | Sztokholm            | Szwecja            | 3-1   | Islandia           | Kári Árnason                                                                             | El. MŚ 2006   |

### od 2006
| L.p. | Data       | Miejsce                      | Gospodarz                    | Wynik        | Gość                 | Bramki dla Islandii                                                                                      | Rozgrywki                                 |
| ---- | ---------- | ---------------------------- | ---------------------------- | ------------ | -------------------- | --- | ----------------------------------------- |
| 325. | 28.02.2006 | Londyn (Anglia)              | Trynidad i Tobago            | 2-0          | Islandia             | | Towarzyski                                |
| 326. | 15.08.2006 | Reykjavík                    | Islandia                     | 0-0          | Hiszpania            | | Towarzyski                                |
| 327. | 15.08.2006 | Belfast                      | Irlandia Północna            | 0-3          | Islandia             | Gunnar Heiðar Þorvaldsson, Hermann Hreiðarsson, Eiður Guðjohnsen                                         | El. Euro 2008                             |
| 328. | 06.09.2006 | Reykjavík                    | Islandia                     | 0-2          | Dania                | | El. Euro 2008                             |
| 329. | 07.10.2006 | Ryga                         | Łotwa                        | 4-0          | Islandia             | | El. Euro 2008                             |
| 330. | 11.10.2006 | Reykjavík                    | Islandia                     | 1-2          | Szwecja              | Arnar Viðarsson                                                                                          | El. Euro 2008                             |
| 331. | 28.03.2007 | Palma de Mallorca            | Hiszpania                    | 1-0          | Islandia             | | El. Euro 2008                             |
| 332. | 02.06.2007 | Reykjavík                    | Islandia                     | 1-1          | Liechtenstein        | Brynjar Gunnarsson                                                                                       | El. Euro 2008                             |
| 333. | 06.06.2007 | Sztokholm                    | Szwecja                      | 5-0          | Islandia             | | El. Euro 2008                             |
| 334. | 22.08.2007 | Reykjavík                    | Islandia                     | 1-1          | Kanada               | Emil Hallfreðsson                                                                                        | Towarzyski                                |
| 335. | 08.09.2007 | Reykjavík                    | Islandia                     | 1-1          | Hiszpania            | Emil Hallfreðsson                                                                                        | El. Euro 2008                             |
| 336. | 12.09.2007 | Reykjavík                    | Islandia                     | 2-1          | Irlandia Północna    | Armann Smari Bjornsson, Keith Gillespie (sam.)                                                           | El. Euro 2008                             |
| 337. | 13.10.2007 | Reykjavík                    | Islandia                     | 2-4          | Łotwa                | Eiður Guðjohnsen 2                                                                                       | El. Euro 2008                             |
| 338. | 17.10.2007 | Vaduz                        | Liechtenstein                | 3-0          | Islandia             | | El. Euro 2008                             |
| 339. | 21.11.2007 | Kopenhaga                    | Dania                        | 3-0          | Islandia             | | El. Euro 2008                             |
| 340. | 02.02.2008 | Valletta (Malta)             | Białoruś                     | 2-0          | Islandia             | | Towarzyski                                |
| 341. | 04.02.2008 | Valletta                     | Malta                        | 1-0          | Islandia             | | Towarzyski                                |
| 342. | 06.02.2008 | Valletta (Malta)             | Armenia                      | 0-2          | Islandia             | ? | Towarzyski                                |
| 343. | 16.03.2008 | Kópavogur                    | Islandia                     | 3-0          | Wyspy Owcze          | Jónas Sævarsson, Fróði Benjaminsen (sam.), Tryggvi Guðmundsson                                           | Towarzyski                                |
| 344. | 26.03.2008 | Żylina                       | Słowacja                     | 1-2          | Islandia             | Gunnar Heiðar Þorvaldsson, Eiður Guðjohnsen                                                              | Towarzyski                                |
| 345. | 28.05.2008 | Reykjavík                    | Islandia                     | 0-1          | Walia                | | Towarzyski                                |
| 346. | 20.08.2008 | Reykjavík                    | Islandia                     | 1-1          | Azerbejdżan          | Grétar Steinsson                                                                                         | Towarzyski                                |
| 347. | 06.09.2008 | Oslo                         | Norwegia                     | 2-2          | Islandia             | Heiðar Helguson, Eiður Guðjohnsen                                                                        | El. MŚ 2010                               |
| 348. | 10.09.2008 | Reykjavík                    | Islandia                     | 1-2          | Szkocja              | Eiður Guðjohnsen                                                                                         | El. MŚ 2010                               |
| 349. | 11.10.2008 | Rotterdam                    | Holandia                     | 2-0          | Islandia             | | El. MŚ 2010                               |
| 350. | 15.10.2008 | Reykjavík                    | Islandia                     | 1-0          | Macedonia Północna   | Veigar Páll Gunnarsson                                                                                   | El. MŚ 2010                               |
| 351. | 19.11.2008 | Paola                        | Malta                        | 0-1          | Islandia             | Heiðar Helguson                                                                                          | Towarzyski                                |
| 352. | 11.02.2009 | Kartagena (Hiszpania)        | Liechtenstein                | 0-2          | Islandia             | Arnór Smárason, Eiður Guðjohnsen                                                                         | Towarzyski                                |
| 353. | 22.03.2009 | Kópavogur                    | Islandia                     | 1-2          | Wyspy Owcze          | Jónas Sævarsson                                                                                          | Towarzyski                                |
| 354. | 01.04.2009 | Glasgow                      | Szkocja                      | 2-1          | Islandia             | Indriði Sigurðsson                                                                                       | El. MŚ 2010                               |
| 355. | 06.06.2009 | Reykjavík                    | Islandia                     | 1-2          | Holandia             | Kristján Örn Sigurðsson                                                                                  | El. MŚ 2010                               |
| 356. | 10.06.2009 | Skopje                       | Macedonia Północna           | 2-0          | Islandia             | | El. MŚ 2010                               |
| 357. | 12.08.2009 | Reykjavík                    | Islandia                     | 1-1          | Słowacja             | Indriði Sigurðsson                                                                                       | Towarzyski                                |
| 358. | 05.09.2009 | Reykjavík                    | Islandia                     | 1-1          | Norwegia             | Eiður Guðjohnsen                                                                                         | El. MŚ 2010                               |
| 359. | 09.09.2009 | Reykjavík                    | Islandia                     | 3-1          | Gruzja               | Garðar Jóhannsson, Ólafur Ingi Skúlason, Veigar Páll Gunnarsson                                          | Towarzyski                                |
| 340. | 10.10.2009 | Reykjavík                    | Islandia                     | 1-0          | Południowa Afryka    | Veigar Páll Gunnarsson                                                                                   | Towarzyski                                |
| 341. | 09.11.2009 | Teheran                      | Iran                         | 1-0          | Islandia             | | Towarzyski                                |
| 342. | 14.11.2009 | Luksemburg                   | Luksemburg                   | 1-1          | Islandia             | Garðar Jóhannsson                                                                                        | Towarzyski                                |
| 343. | 03.03.2010 | Nikozja                      | Cypr                         | 0-0          | Islandia             | | Towarzyski                                |
| 344. | 21.03.2010 | Kópavogur                    | Islandia                     | 2-0          | Wyspy Owcze          | Matthías Vilhjálmsson, Kolbeinn Sigþórsson                                                               | Towarzyski                                |
| 345. | 24.03.2010 | Meksyk                       | Meksyk                       | 0-0          | Islandia             | | Towarzyski                                |
| 346. | 29.05.2010 | Reykjavík                    | Islandia                     | 4-0          | Andora               | Heiðar Helguson 2, Veigar Páll Gunnarsson, Kolbeinn Sigþórsson                                           | Towarzyski                                |
| 347. | 11.08.2010 | Reykjavík                    | Islandia                     | 1-1          | Liechtenstein        | Rúrik Gíslason                                                                                           | Towarzyski                                |
| 348. | 03.09.2010 | Reykjavík                    | Islandia                     | 1-2          | Norwegia             | Heiðar Helguson                                                                                          | El. ME 2012                               |
| 349. | 07.09.2010 | Kopenhaga                    | Dania                        | 1-0          | Islandia             | | El. ME 2012                               |
| 350. | 12.10.2010 | Reykjavík                    | Islandia                     | 1-3          | Portugalia           | Heiðar Helguson                                                                                          | El. ME 2012                               |
| 351. | 17.11.2010 | Tel Awiw-Jafa                | Izrael                       | 3-2          | Islandia             | Alfreð Finnbogason, Kolbeinn Sigþórsson                                                                  | Towarzyski                                |
| 352. | 26.03.2011 | Nikozja                      | Cypr                         | 0-0          | Islandia             | | El. ME 2012                               |
| 353. | 04.06.2011 | Reykjavík                    | Islandia                     | 0-2          | Dania                | | El. ME 2012                               |
| 354. | 10.08.2011 | Budapeszt                    | Węgry                        | 4-0          | Islandia             | | Towarzyski                                |
| 355. | 02.09.2011 | Oslo                         | Norwegia                     | 1-0          | Islandia             | | El. ME 2012                               |
| 356. | 06.09.2011 | Reykjavík                    | Islandia                     | 1-0          | Cypr                 | Kolbeinn Sigþórsson                                                                                      | El. ME 2012                               |
| 357. | 07.10.2011 | Porto                        | Portugalia                   | 5-3          | Islandia             | Hallgrímur Jónasson 2, Gylfi Sigurðsson                                                                  | El. ME 2012                               |
| 358. | 24.01.2012 | Osaka                        | Japonia                      | 3-1          | Islandia             | Arnór Smárason                                                                                           | Towarzyski                                |
| 359. | 29.02.2012 | Podgorica                    | Czarnogóra                   | 2-1          | Islandia             | Alfreð Finnbogason                                                                                       | Towarzyski                                |
| 360. | 27.05.2012 | Valenciennes                 | Francja                      | 3-2          | Islandia             | Birkir Bjarnason, Kolbeinn Sigþórsson                                                                    | Towarzyski                                |
| 361. | 30.05.2012 | Göteborg                     | Szwecja                      | 3-2          | Islandia             | Kolbeinn Sigþórsson, Hallgrímur Jónasson                                                                 | Towarzyski                                |
| 362. | 15.08.2012 | Reykjavík                    | Islandia                     | 2-0          | Wyspy Owcze          | Kolbeinn Sigþórsson 2                                                                                    | Towarzyski                                |
| 363. | 07.09.2012 | Reykjavík                    | Islandia                     | 2-0          | Norwegia             | Kári Árnason, Alfreð Finnbogason                                                                         | El. MŚ 2014                               |
| 364. | 11.09.2012 | Larnaka                      | Cypr                         | 1-0          | Islandia             | | El. MŚ 2014                               |
| 365. | 12.10.2012 | Tirana                       | Albania                      | 1-2          | Islandia             | Birkir Bjarnason, Gylfi Sigurðsson                                                                       | El. MŚ 2014                               |
| 366. | 16.10.2012 | Reykjavík                    | Islandia                     | 0-2          | Szwajcaria           | Birkir Bjarnason, Gylfi Sigurðsson                                                                       | El. MŚ 2014                               |
| 367. | 14.11.2012 | Andora                       | Andora                       | 0-2          | Islandia             | Jóhann Berg Guðmundsson, Rúnar Már Sigurjónsson                                                          | Towarzyski                                |
| 368. | 06.02.2013 | Marbella (Hiszpania)         | Rosja                        | 2-0          | Islandia             | | Towarzyski                                |
| 369. | 22.03.2013 | Lublana                      | Słowenia                     | 1-2          | Islandia             | Gylfi Sigurðsson 2                                                                                       | El. MŚ 2014                               |
| 370. | 07.06.2013 | Reykjavík                    | Islandia                     | 2-4          | Słowenia             | Birkir Bjarnason, Alfreð Finnbogason                                                                     | El. MŚ 2014                               |
| 371. | 14.08.2013 | Reykjavík                    | Islandia                     | 1-0          | Wyspy Owcze          | Kolbeinn Sigþórsson                                                                                      | Towarzyski                                |
| 372. | 06.09.2013 | Berno                        | Szwajcaria                   | 4-4          | Islandia             | Jóhann Berg Guðmundsson 3, Kolbeinn Sigþórsson                                                           | El. MŚ 2014                               |
| 373. | 10.09.2013 | Reykjavík                    | Islandia                     | 2-1          | Albania              | Birkir Bjarnason, Kolbeinn Sigþórsson                                                                    | El. MŚ 2014                               |
| 374. | 11.10.2013 | Reykjavík                    | Islandia                     | 2-0          | Cypr                 | Kolbeinn Sigþórsson, Gylfi Sigurðsson                                                                    | El. MŚ 2014                               |
| 375. | 15.10.2013 | Oslo                         | Norwegia                     | 1-1          | Islandia             | Kolbeinn Sigþórsson                                                                                      | El. MŚ 2014                               |
| 376. | 15.11.2013 | Reykjavík                    | Islandia                     | 0-0          | Chorwacja            | | El. MŚ 2014                               |
| 377. | 19.11.2013 | Zagrzeb                      | Chorwacja                    | 2-0          | Islandia             | | El. MŚ 2014                               |
| 378. | 21.01.2014 | Abu Zabi                     | Szwecja                      | 2-0          | Islandia             | | Towarzyski                                |
| 379. | 05.03.2014 | Cardiff                      | Walia                        | 3-1          | Islandia             | Jóhann Berg Guðmundsson                                                                                  | Towarzyski                                |
| 380. | 30.05.2014 | Innsbruck                    | Austria                      | 3-1          | Islandia             | Kolbeinn Sigþórsson                                                                                      | Towarzyski                                |
| 381. | 04.06.2014 | Reykjavík                    | Islandia                     | 1-0          | Estonia              | Kolbeinn Sigþórsson                                                                                      | Towarzyski                                |
| 382. | 09.09.2014 | Reykjavík                    | Islandia                     | 3-0          | Turcja               | Jón Daði Böðvarsson, Gylfi Sigurðsson, Kolbeinn Sigþórsson                                               | El. ME 2016                               |
| 383. | 10.10.2014 | Ryga                         | Łotwa                        | 0-3          | Islandia             | Gylfi Sigurðsson, Aron Gunnarsson, Rúrik Gíslason                                                        | El. ME 2016                               |
| 384. | 13.10.2014 | Reykjavík                    | Islandia                     | 2-0          | Holandia             | Gylfi Sigurðsson 2                                                                                       | El. ME 2016                               |
| 385. | 12.11.2014 | Bruksela                     | Belgia                       | 3-1          | Islandia             | Alfreð Finnbogason                                                                                       | Towarzyski                                |
| 386. | 16.11.2014 | Pilzno                       | Czechy                       | 2-1          | Islandia             | Ragnar Sigurðsson                                                                                        | El. ME 2016                               |
| 387. | 16.01.2015 | Orlando (USA)                | Kanada                       | 1-2          | Islandia             | Kristinn Steindórsson, Matthías Vilhjálmsson                                                             | Towarzyski                                |
| 388. | 19.01.2015 | Orlando (USA)                | Kanada                       | 1-1          | Islandia             | Hólmbert Friðjónsson                                                                                     | Towarzyski                                |
| 389. | 28.03.2015 | Astana                       | Kazachstan                   | 0-3          | Islandia             | Eiður Guðjohnsen, Birkir Bjarnason 2                                                                     | El. ME 2016                               |
| 390. | 31.03.2015 | Tallinn                      | Estonia                      | 1-1          | Islandia             | Rúrik Gíslason                                                                                           | Towarzyski                                |
| 391. | 12.06.2015 | Reykjavík                    | Islandia                     | 2-1          | Czechy               | Aron Gunnarsson, Kolbeinn Sigþórsson                                                                     | El. ME 2016                               |
| 392. | 03.09.2015 | Amsterdam                    | Holandia                     | 0-1          | Islandia             | Gylfi Sigurðsson                                                                                         | El. ME 2016                               |
| 393. | 06.09.2015 | Reykjavík                    | Islandia                     | 0-0          | Kazachstan           | | El. ME 2016                               |
| 394. | 10.10.2015 | Reykjavík                    | Islandia                     | 2-2          | Łotwa                | Kolbeinn Sigþórsson, Gylfi Sigurðsson                                                                    | El. ME 2016                               |
| 395. | 13.10.2015 | Selçuklu                     | Turcja                       | 1-0          | Islandia             | | El. ME 2016                               |
| 396. | 13.11.2015 | Warszawa                     | Polska                       | 4-2          | Islandia             | Gylfi Sigurðsson, Alfreð Finnbogason                                                                     | Towarzyski                                |
| 397. | 17.11.2015 | Żylina                       | Słowacja                     | 3-1          | Islandia             | Alfreð Finnbogason                                                                                       | Towarzyski                                |
| 398. | 13.01.2016 | Abu Zabi                     | Finlandia                    | 0-1          | Islandia             | Arnór Ingvi Traustason                                                                                   | Towarzyski                                |
| 399. | 16.01.2016 | Dubaj                        | Zjednoczone Emiraty Arabskie | 2-1          | Islandia             | Viðar Örn Kjartansson                                                                                    | Towarzyski                                |
| 400. | 31.01.2016 | Carson                       | Stany Zjednoczone            | 3-2          | Islandia             | Kristinn Steindorsson, Aron Sigurðarson                                                                  | Towarzyski                                |
| 401. | 24.03.2016 | Herning                      | Dania                        | 2-1          | Islandia             | Arnór Ingvi Traustason                                                                                   | Towarzyski                                |
| 402. | 29.03.2016 | Pireus                       | Grecja                       | 2-3          | Islandia             | Arnór Ingvi Traustason, Sverrir Ingi Ingason, Kolbeinn Sigþórsson                                        | Towarzyski                                |
| 403. | 01.06.2016 | Oslo                         | Norwegia                     | 3-2          | Islandia             | Sverrir Ingi Ingason, Gylfi Sigurðsson                                                                   | Towarzyski                                |
| 404. | 06.06.2016 | Reykjavík                    | Islandia                     | 4-0          | Liechtenstein        | Kolbeinn Sigþórsson, Birkir Sævarsson, Alfreð Finnbogason, Eiður Guðjohnsen                              | Towarzyski                                |
| 405. | 14.06.2016 | Saint-Étienne                | Portugalia                   | 1-1          | Islandia             | Birkir Bjarnason                                                                                         | ME 2016                                   |
| 406. | 18.06.2016 | Marsylia                     | Islandia                     | 1-1          | Węgry                | Gylfi Sigurðsson (k.), Birkir Sævarsson (sam.)                                                           | ME 2016                                   |
| 407. | 22.06.2016 | Saint-Denis                  | Islandia                     | 2-1          | Austria              | Jón Böðvarsson, Arnór Ingvi Traustason                                                                   | ME 2016                                   |
| 408. | 27.06.2016 | Nicea                        | Anglia                       | 1-2          | Islandia             | Ragnar Sigurðsson, Kolbeinn Sigþórsson                                                                   | ME 2016                                   |
| 409. | 03.07.2016 | Saint-Denis                  | Francja                      | 5-2          | Islandia             | Kolbeinn Sigþórsson, Birkir Bjarnason                                                                    | ME 2016                                   |
| 410. | 05.09.2016 | Kijów                        | Ukraina                      | 1-1          | Islandia             | Alfreð Finnbogason                                                                                       | El. MŚ 2018                               |
| 411. | 06.10.2016 | Reykjavík                    | Islandia                     | 3-2          | Finlandia            | Kári Árnason, Alfreð Finnbogason, Ragnar Sigurðsson                                                      | El. MŚ 2018                               |
| 412. | 09.10.2016 | Reykjavík                    | Islandia                     | 2-0          | Turcja               | Ömer Toprak (sam.), Alfreð Finnbogason                                                                   | El. MŚ 2018                               |
| 413. | 12.11.2016 | Zagrzeb                      | Chorwacja                    | 2-0          | Islandia             | | El. MŚ 2018                               |
| 414. | 15.11.2016 | Attard                       | Malta                        | 0-2          | Islandia             | Arnór Ingvi Traustason, Sverrir Ingi Ingason                                                             | Towarzyski                                |
| 415. | 10.01.2017 | Nanning                      | Chiny                        | 0-2          | Islandia             | Kjartan Finnbogason, Aron Sigurðarson                                                                    | China Cup                                 |
| 416. | 15.01.2017 | Nanning                      | Chile                        | 1-0          | Islandia             | | China Cup                                 |
| 417. | 08.02.2017 | Whitney                      | Meksyk                       | 1-0          | Islandia             | | Towarzyski                                |
| 418. | 24.03.2017 | Szkodra                      | Kosowo                       | 1-2          | Islandia             | Björn Sigurðarson, Gylfi Sigurðsson (k.)                                                                 | El. MŚ 2018                               |
| 419. | 28.03.2017 | Dublin                       | Irlandia                     | 0-1          | Islandia             | Hörður Magnússon                                                                                         | Towarzyski                                |
| 420. | 11.06.2017 | Reykjavík                    | Islandia                     | 1-0          | Chorwacja            | Hörður Magnússon                                                                                         | El. MŚ 2018                               |
| 421. | 02.09.2017 | Tampere                      | Finlandia                    | 1-0          | Islandia             | | El. MŚ 2018                               |
| 422. | 05.09.2017 | Reykjavík                    | Islandia                     | 2-0          | Ukraina              | Gylfi Sigurðsson (x2)                                                                                    | El. MŚ 2018                               |
| 423. | 06.10.2017 | Eskişehir                    | Turcja                       | 0-3          | Islandia             | Jóhann Birnir Guðmundsson, Birkir Bjarnason, Kári Árnason                                                | El. MŚ 2018                               |
| 424. | 09.10.2017 | Reykjavík                    | Islandia                     | 2-0          | Kosowo               | Gylfi Sigurðsson, Jóhann Birnir Guðmundsson                                                              | El. MŚ 2018                               |
| 425. | 08.11.2017 | Doha                         | Czechy                       | 2-1          | Islandia             | Kjartan Finnbogason                                                                                      | Towarzyski                                |
| 426. | 14.11.2017 | Doha                         | Katar                        | 1-1          | Islandia             | Viðar Örn Kjartansson                                                                                    | Towarzyski                                |
| 427. | 14.01.2018 | Dżakarta                     | Indonezja                    | 1-4          | Islandia             | Albert Gudmundsson (x3), Arnór Smárason                                                                  | Towarzyski                                |
| 428. | 23.03.2018 | Santa Clara (Levi’s Stadium) | Meksyk                       | 3-0          | Islandia             | | Towarzyski                                |
| 429. | 28.03.2018 | Harrison                     | Peru                         | 3-1          | Islandia             | Jón Fjóluson                                                                                             | Towarzyski                                |
| 430. | 02.06.2018 | Reykjavík                    | Islandia                     | 2-3          | Norwegia             | Alfreð Finnbogason, Gylfi Sigurðsson                                                                     | Towarzyski                                |
| 431. | 07.06.2018 | Reykjavík                    | Islandia                     | 2-2          | Ghana                | Kári Árnason, Alfreð Finnbogason                                                                         | Towarzyski                                |
| 432. | 16.06.2018 | Moskwa                       | Argentyna                    | 1-1          | Islandia             | Alfreð Finnbogason                                                                                       | MŚ 2018                                   |
| 433. | 22.06.2018 | Wołgograd                    | Nigeria                      | 2-0          | Islandia             | | MŚ 2018                                   |
| 434. | 26.06.2018 | Rostów nad Donem             | Chorwacja                    | 2-1          | Islandia             | Gylfi Sigurðsson                                                                                         | MŚ 2018                                   |
| 435. | 08.09.2018 | St. Gallen                   | Szwajcaria                   | 6:0          | Islandia             | | Liga Narodów UEFA                         |
| 436. | 11.09.2018 | Reykjavík                    | Islandia                     | 0:3          | Belgia               | | Liga Narodów UEFA                         |
| 437. | 11.10.2018 | Guingamp                     | Francja                      | 2:2          | Islandia             | Birkir Bjarnason. Kári Árnason                                                                           | Towarzyski                                |
| 438. | 15.10.2018 | Reykjavík                    | Islandia                     | 1:2          | Szwajcaria           | Alfreð Finnbogason                                                                                       | Liga Narodów UEFA                         |
| 439. | 15.11.2018 | Bruksela                     | Belgia                       | 2:0          | Islandia             | | Liga Narodów UEFA                         |
| 440. | 19.11.2018 | Eupen                        | Katar                        | 2:2          | Islandia             | Saad Al-Sheeb (sam.), Kolbeinn Sigþórsson (rzut karny)                                                   | Towarzyski                                |
| 441. | 11.01.2019 | Doha                         | Islandia                     | 2:2          | Szwecja              | Óttar Magnús Karlsson, Jón Þorsteinsson                                                                  | Towarzyski                                |
| 442. | 15.01.2019 | Doha                         | Estonia                      | 0:0          | Islandia             | | Towarzyski                                |
| 443. | 22.03.2019 | Andora                       | Andora                       | 0:2          | Islandia             | Birkir Bjarnason, Viðar Örn Kjartansson                                                                  | Eliminacje Mistrzostw Europy 2020         |
| 444. | 25.03.2019 | Saint-Denis                  | Francja                      | 4:0          | Islandia             | | Eliminacje Mistrzostw Europy 2020         |
| 445. | 08.06.2019 | Reykjavík                    | Islandia                     | 1:0          | Albania              | Jóhann Birnir Guðmundsson                                                                                | Eliminacje Mistrzostw Europy 2020         |
| 446. | 11.06.2019 | Reykjavík                    | Islandia                     | 2:1          | Turcja               | Ragnar Sigurðsson (x2)                                                                                   | Eliminacje Mistrzostw Europy 2020         |
| 447. | 07.09.2019 | Reykjavík                    | Islandia                     | 3:0          | Mołdawia             | Kolbeinn Sigþórsson, Birkir Bjarnason, Jón Böðvarsson                                                    | Eliminacje Mistrzostw Europy 2020         |
| 448. | 10.09.2019 | Elbasan                      | Albania                      | 4:2          | Islandia             | Gylfi Sigurðsson, Kolbeinn Sigþórsson                                                                    | Eliminacje Mistrzostw Europy 2020         |
| 449. | 11.10.2019 | Reykjavík                    | Islandia                     | 0:1          | Francja              | | Eliminacje Mistrzostw Europy 2020         |
| 450. | 14.10.2019 | Reykjavík                    | Islandia                     | 2:0          | Andora               | Arnór Sigurðsson, Kolbeinn Sigþórsson                                                                    | Eliminacje Mistrzostw Europy 2020         |
| 451. | 14.11.2019 | Stambuł                      | Turcja                       | 0:0          | Islandia             | | Eliminacje Mistrzostw Europy 2020         |
| 452. | 17.11.2019 | Kiszyniów                    | Mołdawia                     | 1:2          | Islandia             | Birkir Bjarnason, Gylfi Sigurðsson                                                                       | Eliminacje Mistrzostw Europy 2020         |
| 453. | 15.01.2020 | Irvine                       | Kanada                       | 0:1          | Islandia             | Hólmar Eyjólfsson                                                                                        | Towarzyski                                |
| 454. | 19.01.2020 | Carson                       | Salwador                     | 0:1          | Islandia             | Kjartan Finnbogason                                                                                      | Towarzyski                                |
| 455. | 05.09.2020 | Reykjavík                    | Islandia                     | 0:1          | Anglia               | | Liga Narodów UEFA                         |
| 456. | 08.09.2020 | Bruksela                     | Belgia                       | 5:1          | Islandia             | Hólmbert Friðjónsson                                                                                     | Liga Narodów UEFA                         |
| 457. | 08.10.2020 | Reykjavík                    | Islandia                     | 2:1          | Rumunia              | Gylfi Sigurðsson (x2)                                                                                    | Eliminacje Mistrzostw Europy 2020 – baraż |
| 458. | 11.10.2020 | Reykjavík                    | Islandia                     | 0:3          | Dania                | | Liga Narodów UEFA                         |
| 459. | 14.10.2020 | Reykjavík                    | Islandia                     | 1:2          | Belgia               | Birkir Sævarsson                                                                                         | Liga Narodów UEFA                         |
| 460. | 12.11.2020 | Budapeszt                    | Węgry                        | 2:1          | Islandia             | Gylfi Sigurðsson                                                                                         | Eliminacje Mistrzostw Europy 2020 – baraż |
| 461. | 15.11.2020 | Kopenhaga                    | Dania                        | 2:1          | Islandia             | Viðar Örn Kjartansson                                                                                    | Liga Narodów UEFA                         |
| 462. | 18.11.2020 | Londyn                       | Anglia                       | 4:0          | Islandia             | | Liga Narodów UEFA                         |
| 463. | 25.03.2021 | Duisburg                     | Niemcy                       | 3:0          | Islandia             | | Eliminacje Mistrzostw Świata 2022         |
| 464. | 28.03.2021 | Erywań                       | Armenia                      | 2:0          | Islandia             | | Eliminacje Mistrzostw Świata 2022         |
| 465. | 31.03.2021 | Vaduz                        | Liechtenstein                | 1:4          | Islandia             | Birkir Sævarsson, Birkir Bjarnason, Victor Pálsson, Rúnar Sigurjónsson                                   | Eliminacje Mistrzostw Świata 2022         |
| 466. | 29.05.2021 | Arlington                    | Meksyk                       | 2:1          | Islandia             | Edson Álvarez (sam.)                                                                                     | Towarzyski                                |
| 467. | 04.06.2021 | Thorshavn                    | Wyspy Owcze                  | 0:1          | Islandia             | Mikael Anderson                                                                                          | Towarzyski                                |
| 468. | 08.06.2021 | Poznań                       | Polska                       | 2:2          | Islandia             | Albert Guðmundsson, Brynjar Ingi Bjarnason                                                               | Towarzyski                                |
| 469. | 02.09.2021 | Reykjavík                    | Islandia                     | 0:2          | Rumunia              | | Eliminacje Mistrzostw Świata 2022         |
| 470. | 05.09.2021 | Reykjavík                    | Islandia                     | 2:2          | Macedonia Północna   | Brynjar Ingi Bjarnason, Andri Guðjohnsen                                                                 | Eliminacje Mistrzostw Świata 2022         |
| 471. | 08.09.2021 | Reykjavík                    | Islandia                     | 0:4          | Niemcy               | | Eliminacje Mistrzostw Świata 2022         |
| 472. | 08.10.2021 | Reykjavík                    | Islandia                     | 1:1          | Armenia              | Ísak Bergmann Jóhannesson                                                                                | Eliminacje Mistrzostw Świata 2022         |
| 473. | 11.10.2021 | Reykjavík                    | Islandia                     | 4:0          | Liechtenstein        | Stefán Þórðarson, Albert Guðmundsson (x2), Andri Guðjohnsen                                              | Eliminacje Mistrzostw Świata 2022         |
| 474. | 11.11.2021 | Bukareszt                    | Rumunia                      | 0:0          | Islandia             | | Eliminacje Mistrzostw Świata 2022         |
| 475. | 14.11.2021 | Skopje                       | Macedonia Północna           | 3:1          | Islandia             | Jón Þorsteinsson                                                                                         | Eliminacje Mistrzostw Świata 2022         |
| 476. | 12.01.2022 | Serik                        | Islandia                     | 1:1          | Uganda               | Jón Böðvarsson                                                                                           | Towarzyski                                |
| 477. | 15.01.2022 | Antalya                      | Islandia                     | 1:5          | Korea Południowa     | Sveinn Aron Guðjohnsen                                                                                   | Towarzyski                                |
| 478. | 26.03.2022 | Murcja                       | Finlandia                    | 1:1          | Islandia             | Birkir Bjarnason                                                                                         | Towarzyski                                |
| 479. | 29.03.2022 | A Coruña                     | Hiszpania                    | 5:0          | Islandia             | | Towarzyski                                |
| 480. | 02.06.2022 | Hajfa                        | Izrael                       | 2:2          | Islandia             | Þórir Jóhann Helgason, Arnór Sigurðsson                                                                  | Liga Narodów UEFA                         |
| 481. | 06.06.2022 | Reykjavík                    | Islandia                     | 1:1          | Albania              | Jón Þorsteinsson                                                                                         | Liga Narodów UEFA                         |
| 482. | 09.06.2022 | Serravalle                   | San Marino                   | 0:1          | Islandia             | Aron Elís Þrándarson                                                                                     | Towarzyski                                |
| 483. | 13.06.2022 | Reykjavík                    | Islandia                     | 2:2          | Izrael               | Jón Þorsteinsson, Þórir Jóhann Helgason                                                                  | Liga Narodów UEFA                         |
| 484. | 22.09.2022 | Maria Enzersdorf             | Wenezuela                    | 0:1          | Islandia             | Ísak Bergmann Jóhannesson                                                                                | Towarzyski                                |
| 485. | 27.09.2022 | Tirana                       | Albania                      | 1:1          | Islandia             | Mikael Anderson                                                                                          | Liga Narodów UEFA                         |
| 486. | 06.11.2022 | Abu Zabi                     | Arabia Saudyjska             | 1:0          | Islandia             | | Towarzyski                                |
| 487. | 11.11.2022 | Hwaseong                     | Korea Południowa             | 1:0          | Islandia             | | Towarzyski                                |
| 488. | 16.11.2022 | Kowno                        | Litwa                        | 0:0 (k. 5:6) | Islandia             | | Baltic Cup 2022                           |
| 489. | 19.11.2022 | Ryga                         | Łotwa                        | 1:1 (k. 7:8) | Islandia             | Ísak Bergmann Jóhannesson                                                                                | Baltic Cup 2022                           |
| 490. | 08.01.2023 | Albufeira                    | Islandia                     | 1:1          | Estonia              | Andri Guðjohnsen                                                                                         | Towarzyski                                |
| 491. | 12.01.2023 | Loulé                        | Szwecja                      | 2:1          | Islandia             | Sveinn Aron Guðjohnsen                                                                                   | Towarzyski                                |
| 492. | 23.03.2023 | Zenica                       | Bośnia i Hercegowina         | 3:0          | Islandia             | | Eliminacje Mistrzostw Europy 2024         |
| 493. | 26.03.2023 | Vaduz                        | Liechtenstein                | 0:7          | Islandia             | Davíð Kristján Ólafsson, Hákon Haraldsson, Aron Gunnarsson x3, Andri Guðjohnsen, Mikael Egill Ellertsson | Eliminacje Mistrzostw Europy 2024         |
| 494. | 17.06.2023 | Reykjavík                    | Islandia                     | 1:2          | Słowacja             | Alfreð Finnbogason                                                                                       | Eliminacje Mistrzostw Europy 2024         |
| 495. | 20.06.2023 | Reykjavík                    | Islandia                     | 0:1          | Portugalia           | | Eliminacje Mistrzostw Europy 2024         |
| 496. | 08.09.2023 | Luksemburg                   | Luksemburg                   | 3:1          | Islandia             | Hákon Haraldsson                                                                                         | Eliminacje Mistrzostw Europy 2024         |
| 497. | 11.09.2023 | Reykjavík                    | Islandia                     | 1:0          | Bośnia i Hercegowina | Alfreð Finnbogason                                                                                       | Eliminacje Mistrzostw Europy 2024         |
| 498. | 13.10.2023 | Reykjavík                    | Islandia                     | 1:1          | Luksemburg           | Orri Óskarsson                                                                                           | Eliminacje Mistrzostw Europy 2024         |
| 499. | 16.10.2023 | Reykjavík                    | Islandia                     | 4:0          | Liechtenstein        | Gylfi Sigurðsson x2, Alfreð Finnbogason, Hákon Haraldsson                                                | Eliminacje Mistrzostw Europy 2024         |
| 500. | 16.11.2023 | Bratysława                   | Słowacja                     | 4:2          | Islandia             | Orri Óskarsson, Andri Guðjohnsen                                                                         | Eliminacje Mistrzostw Europy 2024         |
| 501. | 19.11.2023 | Lizbona                      | Portugalia                   | 2:0          | Islandia             | | Eliminacje Mistrzostw Europy 2024         |
| 502. | 13.01.2024 | Fort Lauderdale              | Gwatemala                    | 0:1          | Islandia             | Ísak Þorvaldsson                                                                                         | Towarzyski                                |
| 503. | 17.01.2024 | Fort Lauderdale              | Honduras                     | 0:2          | Islandia             | Brynjólfur Willumsson, Andri Guðjohnsen                                                                  | Towarzyski                                |
| 504. | 21.03.2024 | Budapeszt                    | Izrael                       | 1:4          | Islandia             | Albert Guðmundsson x3, Arnór Ingvi Traustason                                                            | Eliminacje Mistrzostw Europy 2024 - baraż |
| 505. | 26.03.2024 | Wrocław                      | Ukraina                      | 2:1          | Islandia             | Albert Guðmundsson                                                                                       | Eliminacje Mistrzostw Europy 2024 - baraż |
| 506. | 07.06.2024 | Londyn                       | Anglia                       | 0:1          | Islandia             | Jón Þorsteinsson                                                                                         | Towarzyski                                |
| 507. | 10.06.2024 | Rotterdam                    | Holandia                     | 4:0          | Islandia             | | Towarzyski                                |
| 508. | 06.09.2024 | Reykjavík                    | Islandia                     | 2:0          | Czarnogóra           | Orri Óskarsson, Jón Þorsteinsson                                                                         | Liga Narodów UEFA                         |
| 509. | 09.09.2024 | Izmir                        | Turcja                       | 3:1          | Islandia             | Victor Pálsson                                                                                           | Liga Narodów UEFA                         |
| 510. | 11.10.2024 | Reykjavík                    | Islandia                     | 2:2          | Walia                | Logi Tómasson, Danny Ward (sam.)                                                                         | Liga Narodów UEFA                         |
| 511. | 14.10.2024 | Reykjavík                    | Islandia                     | 2:4          | Turcja               | Orri Óskarsson, Andri Guðjohnsen                                                                         | Liga Narodów UEFA                         |
| 512. | 16.11.2024 | Nikšić                       | Czarnogóra                   | 0:2          | Islandia             | Orri Óskarsson, Ísak Bergmann Jóhannesson                                                                | Liga Narodów UEFA                         |
| 513. | 19.11.2024 | Cardiff                      | Walia                        | 4:1          | Islandia             | Andri Guðjohnsen                                                                                         | Liga Narodów UEFA                         |

### Bilans meczów z poszczególnymi krajami
| Reprezentacja      | Razem | Razem | Razem | Razem | Razem | Razem | Średnio | Średnio | Średnio | Średnio | Średnio | Dom | Dom | Dom | Dom | Dom | Dom | Wyjazd | Wyjazd | Wyjazd | Wyjazd | Wyjazd | Wyjazd | Neutralny teren | Neutralny teren | Neutralny teren | Neutralny teren | Neutralny teren | Neutralny teren |
| Reprezentacja      | M     | Z     | R     | P     | Br+   | Br–   | Z       | R       | P       | Br+     | Br–     | M   | Z   | R   | P   | Br+ | Br– | M      | Z      | R      | P      | Br+    | Br–    | M               | Z               | R               | P               | Br+             | Br–             |
| ------------------ | ----- | ----- | ----- | ----- | ----- | ----- | ------- | ------- | ------- | ------- | ------- | --- | --- | --- | --- | --- | --- | ------ | ------ | ------ | ------ | ------ | ------ | --------------- | --------------- | --------------- | --------------- | --------------- | --------------- |
| Albania            | 3     | 1     | 0     | 2     | 3     | 3     | 33,33%  | 0,00%   | 66,67%  | 1,0     | 1,0     | 1   | 1   | 0   | 0   | 2   | 0   | 2      | 0      | 0      | 2      | 1      | 3      | —               | —               | —               | —               | —               | —               |
| Andora             | 4     | 4     | 0     | 0     | 12    | 0     | 100,00% | 0,00%   | 0,00%   | 3,0     | 0,0     | 3   | 3   | 0   | 0   | 10  | 0   | 1      | 1      | 0      | 0      | 2      | 0      | —               | —               | —               | —               | —               | —               |
| Anglia             | 12    | 0     | 2     | 10    | 6     | 32    | 0,00%   | 16,67%  | 83,33%  | 0,5     | 2,7     | 7   | 0   | 2   | 5   | 5   | 19  | 5      | 0      | 0      | 5      | 1      | 13     | —               | —               | —               | —               | —               | —               |
| Arabia Saudyjska   | 6     | 1     | 3     | 2     | 4     | 6     | 16,67%  | 50,00%  | 33,33%  | 0,7     | 1,0     | —   | —   | —   | —   | —   | —   | 3      | 1      | 1      | 1      | 2      | 2      | 3               | 0               | 2               | 1               | 2               | 4               |
| Armenia            | 3     | 2     | 1     | 0     | 4     | 0     | 66,67%  | 33,33%  | 0,00%   | 1,3     | 0,0     | 1   | 1   | 0   | 0   | 2   | 0   | 1      | 0      | 1      | 0      | 0      | 0      | 1               | 1               | 0               | 0               | 2               | 0               |
| Austria            | 3     | 0     | 1     | 2     | 4     | 6     | 0,00%   | 33,33%  | 66,67%  | 1,3     | 2,0     | 2   | 0   | 1   | 1   | 3   | 4   | 1      | 0      | 0      | 1      | 1      | 2      | —               | —               | —               | —               | —               | —               |
| Azerbejdżan        | 1     | 0     | 1     | 0     | 1     | 1     | 0,00%   | 100,00% | 0,00%   | 1,0     | 1,0     | 1   | 0   | 1   | 0   | 1   | 1   | —      | —      | —      | —      | —      | —      | —               | —               | —               | —               | —               | —               |
| Bahrajn            | 2     | 1     | 0     | 1     | 3     | 2     | 50,00%  | 0,00%   | 50,00%  | 1,5     | 1,0     | —   | —   | —   | —   | —   | —   | 2      | 1      | 0      | 1      | 3      | 2      | —               | —               | —               | —               | —               | —               |
| Belgia             | 8     | 0     | 0     | 8     | 5     | 29    | 0,00%   | 0,00%   | 100,00% | 0,6     | 3,6     | 3   | 0   | 0   | 3   | 2   | 8   | 5      | 0      | 0      | 5      | 3      | 21     | —               | —               | —               | —               | —               | —               |
| Bermudy            | 4     | 3     | 0     | 1     | 12    | 7     | 75,00%  | 0,00%   | 25,00%  | 3,0     | 1,8     | 2   | 2   | 0   | 0   | 6   | 4   | 2      | 1      | 0      | 1      | 3      | 6      | —               | —               | —               | —               | —               | —               |
| Białoruś           | 1     | 0     | 0     | 1     | 0     | 2     | 0,00%   | 0,00%   | 100,00% | 0,0     | 2,0     | —   | —   | —   | —   | —   | —   | —      | —      | —      | —      | —      | —      | 1               | 0               | 0               | 1               | 0               | 2               |
| Boliwia            | 1     | 1     | 0     | 0     | 1     | 0     | 100,00% | 0,00%   | 0,00%   | 1,0     | 0,0     | 1   | 1   | 0   | 0   | 1   | 0   | —      | —      | —      | —      | —      | —      | —               | —               | —               | —               | —               | —               |
| Brazylia           | 2     | 0     | 0     | 2     | 1     | 9     | 0,00%   | 0,00%   | 100,00% | 0,5     | 4,5     | —   | —   | —   | —   | —   | —   | 2      | 0      | 0      | 2      | 1      | 9      | —               | —               | —               | —               | —               | —               |
| Bułgaria           | 5     | 0     | 1     | 4     | 7     | 12    | 0,00%   | 20,00%  | 80,00%  | 1,4     | 2,4     | 3   | 0   | 1   | 2   | 4   | 7   | 2      | 0      | 0      | 2      | 3      | 5      | —               | —               | —               | —               | —               | —               |
| Chile              | 2     | 0     | 1     | 1     | 1     | 3     | 0,00%   | 50,00%  | 50,00%  | 0,5     | 1,5     | —   | —   | —   | —   | —   | —   | 1      | 0      | 1      | 0      | 1      | 1      | 1               | 0               | 0               | 1               | 0               | 2               |
| Chorwacja          | 2     | 0     | 0     | 2     | 1     | 7     | 0,00%   | 0,00%   | 100,00% | 0,5     | 3,5     | 1   | 0   | 0   | 1   | 1   | 3   | 1      | 0      | 0      | 1      | 0      | 4      | —               | —               | —               | —               | —               | —               |
| Cypr               | 3     | 1     | 2     | 0     | 3     | 2     | 33,33%  | 66,67%  | 0,00%   | 1,0     | 0,7     | 1   | 1   | 0   | 0   | 2   | 1   | 2      | 0      | 2      | 0      | 1      | 1      | —               | —               | —               | —               | —               | —               |
| Czechosłowacja     | 5     | 0     | 1     | 4     | 3     | 11    | 0,00%   | 20,00%  | 80,00%  | 0,6     | 2,5     | 3   | 0   | 1   | 2   | 2   | 4   | 2      | 0      | 0      | 2      | 2      | 8      | —               | —               | —               | —               | —               | —               |
| Czechy             | 3     | 1     | 0     | 2     | 4     | 7     | 33,33%  | 0,00%   | 66,67%  | 1,3     | 2,3     | 1   | 1   | 0   | 0   | 3   | 1   | 2      | 0      | 0      | 2      | 1      | 6      | —               | —               | —               | —               | —               | —               |
| Dania              | 20    | 0     | 4     | 16    | 13    | 66    | 0,00%   | 20,00%  | 80,00%  | 0,7     | 3,3     | 11  | 0   | 3   | 8   | 8   | 27  | 9      | 0      | 1      | 8      | 5      | 39     | —               | —               | —               | —               | —               | —               |
| Estonia            | 3     | 2     | 0     | 1     | 7     | 2     | 66,67%  | 0,00%   | 33,33%  | 2,3     | 0,7     | 1   | 1   | 0   | 0   | 4   | 0   | 2      | 1      | 0      | 1      | 3      | 2      | —               | —               | —               | —               | —               | —               |
| Finlandia          | 10    | 2     | 2     | 6     | 10    | 17    | 20,00%  | 20,00%  | 60,00%  | 1,0     | 1,7     | 4   | 1   | 2   | 1   | 5   | 5   | 5      | 0      | 0      | 5      | 4      | 12     | 1               | 1               | 0               | 0               | 1               | 0               |
| Francja            | 15    | 0     | 4     | 11    | 8     | 34    | 0,00%   | 26,67%  | 73,33%  | 0,5     | 2,3     | 8   | 0   | 4   | 4   | 3   | 11  | 7      | 0      | 0      | 7      | 5      | 23     | —               | —               | —               | —               | —               | —               |
| Grecja             | 2     | 0     | 0     | 2     | 0     | 2     | 0,00%   | 0,00%   | 100,00% | 0,0     | 1,0     | 1   | 0   | 0   | 1   | 0   | 1   | 1      | 0      | 0      | 1      | 0      | 1      | —               | —               | —               | —               | —               | —               |
| Gruzja             | 1     | 1     | 0     | 0     | 3     | 1     | 100,00% | 0,00%   | 0,00%   | 3,0     | 1,0     | 1   | 1   | 0   | 0   | 3   | 1   | —      | —      | —      | —      | —      | —      | —               | —               | —               | —               | —               | —               |
| Hiszpania          | 11    | 1     | 3     | 7     | 10    | 16    | 9,10%   | 27,27%  | 63,63%  | 0,9     | 1,5     | 6   | 1   | 3   | 2   | 5   | 5   | 5      | 0      | 0      | 5      | 5      | 11     | —               | —               | —               | —               | —               | —               |
| Holandia           | 13    | 1     | 2     | 10    | 10    | 39    | 7,69%   | 15,38%  | 76,93%  | 0,8     | 3,0     | 6   | 1   | 2   | 3   | 8   | 13  | 7      | 0      | 0      | 7      | 2      | 26     | —               | —               | —               | —               | —               | —               |
| Indie              | 1     | 1     | 0     | 0     | 3     | 0     | 100,00% | 0,00%   | 0,00%   | 3,0     | 0,0     | —   | —   | —   | —   | —   | —   | 1      | 1      | 0      | 0      | 3      | 0      | —               | —               | —               | —               | —               | —               |
| Iran               | 1     | 0     | 0     | 1     | 0     | 1     | 0,00%   | 0,00%   | 100,00% | 0,0     | 1,0     | —   | —   | —   | —   | —   | —   | 1      | 0      | 0      | 1      | 0      | 1      | —               | —               | —               | —               | —               | —               |
| Irlandia           | 10    | 0     | 3     | 7     | 9     | 21    | 0,00%   | 30,00%  | 70,00%  | 0,9     | 2,1     | 6   | 0   | 2   | 4   | 6   | 13  | 4      | 0      | 1      | 3      | 3      | 8      | —               | —               | —               | —               | —               | —               |
| Irlandia Północna  | 6     | 4     | 0     | 2     | 7     | 6     | 66,67%  | 0,00%   | 33,33%  | 1,2     | 1,0     | 3   | 3   | 0   | 0   | 4   | 1   | 3      | 1      | 0      | 2      | 3      | 5      | —               | —               | —               | —               | —               | —               |
| Izrael             | 2     | 0     | 1     | 1     | 2     | 4     | 0,00%   | 50,00%  | 50,00%  | 1,0     | 2,0     | 1   | 0   | 0   | 1   | 0   | 2   | 1      | 0      | 1      | 0      | 2      | 2      | —               | —               | —               | —               | —               | —               |
| Japonia            | 2     | 0     | 0     | 2     | 2     | 5     | 0,00%   | 0,00%   | 100,00% | 1,0     | 2,5     | 1   | 0   | 0   | 1   | 0   | 2   | —      | —      | —      | —      | —      | —      | 1               | 0               | 0               | 1               | 2               | 3               |
| Kanada             | 1     | 0     | 1     | 0     | 1     | 1     | 0,00%   | 100,00% | 0,00%   | 1,0     | 1,0     | 1   | 0   | 1   | 0   | 1   | 1   | —      | —      | —      | —      | —      | —      | —               | —               | —               | —               | —               | —               |
| Kuwejt             | 7     | 2     | 4     | 1     | 4     | 3     | 28,57%  | 57,14%  | 14,29%  | 0,6     | 0,4     | —   | —   | —   | —   | —   | —   | 5      | 1      | 3      | 1      | 3      | 3      | 2               | 1               | 1               | 0               | 1               | 0               |
| Liechtenstein      | 5     | 3     | 1     | 1     | 11    | 4     | 60,00%  | 20,00%  | 20,00%  | 2,8     | 0,8     | 2   | 1   | 1   | 0   | 5   | 1   | 2      | 1      | 0      | 1      | 4      | 3      | 1               | 1               | 0               | 0               | 2               | 0               |
| Litwa              | 4     | 2     | 1     | 1     | 6     | 2     | 50,00%  | 25,00%  | 25,00%  | 1,5     | 0,5     | 2   | 1   | 1   | 0   | 3   | 0   | 2      | 1      | 0      | 1      | 3      | 2      | —               | —               | —               | —               | —               | —               |
| Luksemburg         | 7     | 4     | 3     | 0     | 10    | 5     | 57,14%  | 42,86%  | 0,00%   | 1,4     | 0,7     | 2   | 2   | 0   | 0   | 4   | 1   | 5      | 2      | 3      | 0      | 6      | 4      | —               | —               | —               | —               | —               | —               |
| Łotwa              | 4     | 1     | 1     | 2     | 6     | 9     | 25,00%  | 25,00%  | 50,00%  | 1,5     | 2,3     | 2   | 1   | 0   | 1   | 6   | 5   | 2      | 0      | 1      | 1      | 0      | 4      | —               | —               | —               | —               | —               | —               |
| Macedonia Północna | 4     | 1     | 1     | 2     | 2     | 4     | 25,00%  | 25,00%  | 50,00%  | 0,5     | 1,0     | 2   | 1   | 1   | 0   | 2   | 1   | 2      | 0      | 0      | 2      | 0      | 3      | —               | —               | —               | —               | —               | —               |
| Malta              | 14    | 10    | 1     | 3     | 31    | 10    | 71,43%  | 7,14%   | 21,43%  | 2,2     | 0,7     | 5   | 5   | 0   | 0   | 15  | 2   | 8      | 5      | 1      | 2      | 15     | 6      | 1               | 0               | 0               | 1               | 1               | 2               |
| Meksyk             | 2     | 0     | 2     | 0     | 0     | 0     | 0,00%   | 100,00% | 0,00%   | 0,0     | 0,0     | —   | —   | —   | —   | —   | —   | 1      | 0      | 1      | 0      | 0      | 0      | 1               | 0               | 1               | 0               | 0               | 0               |
| Niemcy*            | 5     | 0     | 1     | 4     | 2     | 14    | 0,00%   | 20,00%  | 80,00%  | 0,4     | 2,8     | 1   | 0   | 1   | 3   | 2   | 11  | 1      | 0      | 0      | 1      | 0      | 3      | —               | —               | —               | —               | —               | —               |
| Nigeria            | 1     | 1     | 0     | 0     | 3     | 0     | 100,00% | 0,00%   | 0,00%   | 3,0     | 0,0     | 1   | 1   | 0   | 0   | 3   | 0   | —      | —      | —      | —      | —      | —      | —               | —               | —               | —               | —               | —               |
| Norwegia           | 28    | 7     | 5     | 16    | 26    | 55    | 25,00%  | 17,86%  | 57,14%  | 0,9     | 2,0     | 14  | 5   | 2   | 7   | 13  | 24  | 13     | 2      | 2      | 9      | 14     | 30     | 1               | 0               | 1               | 0               | 0               | 0               |
| NRD                | 13    | 2     | 1     | 10    | 7     | 29    | 15,38%  | 7,69%   | 76,92%  | 0,5     | 2,2     | 8   | 2   | 0   | 6   | 5   | 18  | 5      | 0      | 1      | 4      | 2      | 11     | —               | —               | —               | —               | —               | —               |
| Polska             | 5     | 0     | 1     | 4     | 3     | 9     | 0,00%   | 20,00%  | 80,00%  | 0,6     | 1,8     | 2   | 0   | 1   | 1   | 1   | 3   | 3      | 0      | 0      | 3      | 2      | 6      | —               | —               | —               | —               | —               | —               |
| Portugalia         | 2     | 0     | 0     | 2     | 1     | 3     | 0,00%   | 0,00%   | 100,00% | 0,5     | 1,5     | 1   | 0   | 0   | 1   | 0   | 1   | 1      | 0      | 0      | 1      | 1      | 2      | —               | —               | —               | —               | —               | —               |
| Rosja              | 5     | 1     | 1     | 3     | 2     | 6     | 20,00%  | 20,00%  | 60,00%  | 0,4     | 1,2     | 2   | 1   | 1   | 0   | 2   | 1   | 2      | 0      | 0      | 2      | 0      | 2      | 2               | 0               | 0               | 1               | 0               | 3               |
| Południowa Afryka  | 2     | 2     | 0     | 0     | 5     | 1     | 100,00% | 0,00%   | 0,00%   | 2,5     | 0,5     | 2   | 2   | 0   | 0   | 5   | 1   | —      | —      | —      | —      | —      | —      | —               | —               | —               | —               | —               | —               |
| Rumunia            | 2     | 0     | 0     | 2     | 0     | 8     | 0,00%   | 0,00%   | 100,00% | 0,0     | 4,0     | 1   | 0   | 0   | 1   | 0   | 4   | 1      | 0      | 0      | 1      | 0      | 4      | —               | —               | —               | —               | —               | —               |
| Słowacja           | 4     | 1     | 1     | 2     | 5     | 7     | 25,00%  | 25,00%  | 50,00%  | 1,3     | 1,8     | 1   | 0   | 1   | 0   | 1   | 1   | 2      | 1      | 0      | 1      | 3      | 4      | 1               | 0               | 0               | 1               | 1               | 2               |
| Słowenia           | 2     | 0     | 0     | 2     | 3     | 10    | 0,00%   | 0,00%   | 100,00% | 1,5     | 5,0     | —   | —   | —   | —   | —   | —   | —      | —      | —      | —      | —      | —      | 2               | 0               | 0               | 2               | 3               | 10              |
| Stany Zjednoczone  | 6     | 2     | 2     | 2     | 7     | 9     | 33,33%  | 33,33%  | 33,33%  | 1,2     | 1,5     | 3   | 1   | 1   | 1   | 3   | 3   | 3      | 1      | 1      | 1      | 4      | 8      | —               | —               | —               | —               | —               | —               |
| Szkocja            | 7     | 0     | 0     | 7     | 3     | 13    | 0,00%   | 0,00%   | 100,00% | 0,4     | 1,9     | 4   | 0   | 0   | 4   | 1   | 6   | 3      | 0      | 0      | 3      | 2      | 7      | —               | —               | —               | —               | —               | —               |
| Szwajcaria         | 4     | 0     | 0     | 4     | 1     | 7     | 0,00%   | 0,00%   | 100,00% | 0,3     | 1,8     | 2   | 0   | 0   | 2   | 1   | 4   | 2      | 0      | 0      | 2      | 0      | 3      | —               | —               | —               | —               | —               | —               |
| Szwecja            | 14    | 2     | 2     | 10    | 13    | 31    | 14,29%  | 14,29%  | 71,42%  | 0,9     | 2,2     | 8   | 2   | 0   | 6   | 8   | 17  | 6      | 0      | 2      | 4      | 5      | 14     | —               | —               | —               | —               | —               | —               |
| Trynidad i Tobago  | 1     | 0     | 0     | 1     | 0     | 2     | 0,00%   | 0,00%   | 100,00% | 0,0     | 2,0     | —   | —   | —   | —   | —   | —   | —      | —      | —      | —      | —      | —      | 1               | 0               | 0               | 1               | 0               | 2               |
| Tunezja            | 1     | 0     | 0     | 1     | 1     | 3     | 0,00%   | 0,00%   | 100,00% | 1,0     | 3,0     | —   | —   | —   | —   | —   | —   | 1      | 0      | 0      | 1      | 1      | 3      | —               | —               | —               | —               | —               | —               |
| Turcja             | 7     | 4     | 2     | 1     | 13    | 9     | 57,14%  | 28,57%  | 14,29%  | 1,9     | 1,3     | 4   | 3   | 1   | 0   | 9   | 2   | 3      | 1      | 1      | 1      | 4      | 7      | —               | —               | —               | —               | —               | —               |
| Ukraina            | 2     | 0     | 1     | 1     | 1     | 2     | 0,00%   | 50,00%  | 50,00%  | 0,5     | 1,0     | 1   | 0   | 0   | 1   | 0   | 1   | 1      | 0      | 1      | 0      | 1      | 1      | —               | —               | —               | —               | —               | —               |
| Urugwaj            | 1     | 0     | 0     | 1     | 1     | 2     | 0,00%   | 0,00%   | 100,00% | 1,0     | 2,0     | —   | —   | —   | —   | —   | —   | —      | —      | —      | —      | —      | —      | 1               | 0               | 0               | 1               | 1               | 2               |
| Walia              | 7     | 1     | 2     | 4     | 7     | 13    | 14,29%  | 28,57%  | 57,14%  | 1,0     | 1,9     | 4   | 1   | 1   | 2   | 4   | 8   | 3      | 0      | 1      | 2      | 3      | 5      | —               | —               | —               | —               | —               | —               |
| Węgry              | 9     | 3     | 0     | 6     | 10    | 17    | 33,33%  | 0,00%   | 66,67%  | 1,1     | 1,9     | 5   | 2   | 0   | 3   | 6   | 9   | 4      | 1      | 0      | 3      | 4      | 8      | —               | —               | —               | —               | —               | —               |
| Włochy             | 4     | 1     | 1     | 2     | 2     | 5     | 25,00%  | 25,00%  | 50,00%  | 0,5     | 1,3     | 2   | 1   | 0   | 1   | 2   | 3   | 2      | 0      | 1      | 1      | 0      | 2      | —               | —               | —               | —               | —               | —               |
| Wyspy Owcze        | 11    | 10    | 0     | 1     | 21    | 8     | 90,90%  | 0,00%   | 9,10%   | 1,9     | 0,7     | 7   | 6   | 0   | 1   | 12  | 3   | 3      | 3      | 0      | 0      | 6      | 3      | 1               | 1               | 0               | 0               | 3               | 2               |
| ZSRR               | 8     | 0     | 3     | 5     | 4     | 15    | 0,00%   | 37,50%  | 62,50%  | 0,5     | 1,9     | 4   | 0   | 2   | 2   | 4   | 6   | 4      | 0      | 1      | 3      | 1      | 9      | —               | —               | —               | —               | —               | —               |

```
* - wliczone także mecze jako RFN.
```

## Mecze nieoficjalne
Islandia, będąc już pełnoprawnym członkiem FIFA i UEFA, rozgrywała mecze z reprezentacjami, które nie były zrzeszone w tych dwóch organizacjach. Były to: Grenlandia oraz Wyspy Owcze (przyjęte do UEFA i FIFA w 1988 roku).
| L.p. | Data       | Miejsce                    | Gospodarz   | Wynik | Gość        | Bramki dla Islandii | Rozgrywki  |
| ---- | ---------- | -------------------------- | ----------- | ----- | ----------- | --- | ---------- |
|      | 12.07.1972 | Reykjavík                  | Islandia    | 3-0   | Wyspy Owcze | ? | Towarzyski |
|      | 08.06.1973 | Klaksvík                   | Wyspy Owcze | 0-4   | Islandia    | ? | Towarzyski |
|      | 03.07.1974 | Tórshavn                   | Wyspy Owcze | 2-3   | Islandia    | ? | Towarzyski |
|      | 23.06.1975 | Reykjavík                  | Islandia    | 6-0   | Wyspy Owcze | ? | Towarzyski |
|      | 16.06.1976 | Tórshavn                   | Wyspy Owcze | 1-6   | Islandia    | ? | Towarzyski |
|      | 30.06.1980 | Akureyri                   | Islandia    | 2-1   | Wyspy Owcze | ? | Towarzyski |
|      | 03.07.1980 | Húsavík                    | Islandia    | 4-1   | Grenlandia  | ? | Towarzyski |
|      | 01.08.1982 | Tórshavn                   | Wyspy Owcze | 1-4   | Islandia    | ? | Towarzyski |
|      | 02.08.1982 | Norðragøta                 | Wyspy Owcze | 0-4   | Islandia    | ? | Towarzyski |
|      | 08.08.1983 | Njarðvík                   | Islandia    | 6-0   | Wyspy Owcze | ? | Towarzyski |
|      | 01.08.1984 | Tórshavn                   | Wyspy Owcze | 0-0   | Islandia    | | Towarzyski |
|      | 01.08.1984 | Fuglafjørður (Wyspy Owcze) | Grenlandia  | 0-1   | Islandia    | ? | Towarzyski |
|      | 10.07.1985 | Keflavík                   | Islandia    | 9-0   | Wyspy Owcze | ? | Towarzyski |
|      | 12.07.1985 | Akranes                    | Islandia    | 1-0   | Wyspy Owcze | ? | Towarzyski |
|      | 11.01.2018 | Sleman                     | Indonezja   | 0-6   | Islandia    | Andri Rúnar Bjarnason, Kristján Finnbogason, Óttar Magnús Karlsson, Tryggvi Hrafn Haraldsson, Hjörtur Hermannsson, Hólmar Eyjólfsson | Towarzyski |

### Bilans meczów z poszczególnymi krajami
| Reprezentacja | Razem | Razem | Razem | Razem | Razem | Razem | Średnio | Średnio | Średnio | Średnio | Średnio | Dom | Dom | Dom | Dom | Dom | Dom | Wyjazd | Wyjazd | Wyjazd | Wyjazd | Wyjazd | Wyjazd | Neutralny teren | Neutralny teren | Neutralny teren | Neutralny teren | Neutralny teren | Neutralny teren |
| Reprezentacja | M     | Z     | R     | P     | Br+   | Br–   | Z       | R       | P       | Br+     | Br–     | M   | Z   | R   | P   | Br+ | Br– | M      | Z      | R      | P      | Br+    | Br–    | M               | Z               | R               | P               | Br+             | Br–             |
| ------------- | ----- | ----- | ----- | ----- | ----- | ----- | ------- | ------- | ------- | ------- | ------- | --- | --- | --- | --- | --- | --- | ------ | ------ | ------ | ------ | ------ | ------ | --------------- | --------------- | --------------- | --------------- | --------------- | --------------- |
| Grenlandia    | 2     | 2     | 0     | 0     | 5     | 1     | 100%    | 0%      | 0%      | 2,5     | 0,5     | 1   | 1   | 0   | 0   | 4   | 1   | —      | —      | —      | —      | —      | —      | 1               | 1               | 0               | 0               | 1               | 0               |
| Wyspy Owcze   | 12    | 11    | 1     | 0     | 48    | 5     | 91,7%   | 8,3%    | 0%      | 4       | 0,4     | 6   | 6   | 0   | 0   | 27  | 1   | 6      | 5      | 1      | 0      | 19     | 4      | —               | —               | —               | —               | —               | —               |